# Бейтс, Эван
Эван Бейтс (англ. Evan Bates; род. 23 февраля 1989 года в Анн-Арборе, Мичиган, США) — американский фигурист, выступающий в танцах на льду в паре с Мэдисон Чок. Они — олимпийские чемпионы в командном соревновании (2022), трёхкратные чемпионы мира (2023, 2024, 2025), серебряные (2015) и бронзовые (2016, 2022) призёры чемпионата мира, трёхкратные победители чемпионата четырёх континентов (2019, 2020, 2023), трёхкратные вице-чемпионы чемпионата четырёх континентов (2015, 2016, 2025), двукратные бронзовые призёры чемпионата четырёх континентов (2013, 2017), двукратные победители финала Гран-при (2023, 2024), четырёхкратные серебряные призёры финала Гран-при (2014, 2015, 2019, 2022), шестикратные чемпионы США (2015, 2020, 2022—2025), четырёхкратные чемпионы мира в составе команды США (2013, 2015, 2023, 2025).
Эван начал кататься на коньках в возрасте четырёх лет в клубе фигурного катания Анн-Арбор. Когда ему было девять лет, он начал брать уроки у Юрия Чесниченко и Ярославы Нечаевой, которые переехали в США и вскоре после этого переключился на танцы на льду. Эван выступал на чемпионате США среди юниоров 2000 года с Ариэль Чуднофски, финишировав во второй десятке. Гэри Кларк, его бывший тренер, в 2000 году посоветовал ему встать в пару с Эмили Самуэльсон. В паре с Эмили Самуэльсон — чемпион мира среди юниоров (2008), бронзовый призёр чемпионата четырёх континентов (2009), серебряный призёр чемпионата США (2009). В июне 2011 года стало известно, что пара Самуэльсон / Бейтс после десяти лет сотрудничества прекратила своё существование. С июля 2011 года по настоящее время выступает с Мэдисон Чок, с которой добился основных успехов в карьере.
По словам Мэдисон Чок, у Эвана сильная рабочая этика и он является перфекционистом. Пара Чок и Бейтс выполняет на соревнованиях креативные поддержки, а также славится своими костюмами, что привело их к двум победам на премии ИСУ в номинации «Лучший костюм» (2020, 2023). 
По состоянию на 5 мая 2025 года танцевальная пара занимает 2-е место в рейтинге Международного союза конькобежцев (ИСУ).

## Биография
Эван Бейтс родился 23 февраля 1989 года в Анн-Арборе (штат Мичиган) в семье Нэнси и Эрика Бейтсов. Эван родился в спортивной семье: отец Эвана был капитаном команды по бегу по пересеченной местности Принстонского университета, его тётя была фигуристкой, а дедушка играл в баскетбол за штат Мичигана. У Эвана есть старшие брат Эндрю и сестра Алексис.

## Карьера

### Ранние годы
Эван начал кататься на коньках в возрасте четырёх лет в клубе фигурного катания Анн-Арбор. Он начинал карьеру в одиночном катании, в процессе тренировок в юниорском возрасте разучил двойной аксель. Когда ему было девять лет, он стал тренироваться у Юрия Чесниченко и Ярославы Нечаевой. Эван выступал на чемпионате США среди юниоров 2000 года с Ариэль Чуднофски (англ. Arielle Chudnofsky), финишировав во второй десятке. Бывший тренер Эвана Гэри Кларк в 2000 году посоветовал ему встать в пару с Эмили Самуэльсон.
С сезона 2001/2002 пара стала тренироваться у бывших российских фигуристов, выступавших в танцах на льду, супружеской пары Юрия Чесниченко и Ярославы Нечаевой (выступали в 1990-х годах, участники чемпионата Европы 1994 года).
Самуэльсон / Бейтс перешли на юниорский уровень в сезоне 2005/2006. Они дебютировали на этапах Гран-при среди юниоров. На турнире в Словакии они заняли шестое место в обязательном танце, десятое в оригинальном танце и шестое в произвольном танце, заняв восьмое место в общем зачёте. В Софии пара заняла пятое место. На чемпионат США 2006 года они выиграли серебряную медаль. Благодаря этому Эмили и Эван попали на чемпионат мира среди юниоров, где замкнули десятку лучших.

### 2006/2007: первые награды на международном уровне
Эмили и Эван продолжили выступать на юниорском уровне. Также, как и в прошлом году, они получили два этапа Гран-при. На своём первом турнире в Мексике они выиграли все три танца и впервые стали победителями юниорского этапа Гран-при. На втором этапе в Тайбэе они занимали второе место после обязательного танца, но выиграли оригинальный и произвольный танец, что позволило им выиграть вторую золотую медаль. Благодаря этим достижениям Эмили и Эван попали в финал юниорского Гран-при, где они завоевали серебряные медали.
На чемпионате США среди юниоров Самуэльсон и Бейтс стали чемпионами, опередив всего на 0,17 балла Мэдисон и Кейффера Хаббеллов. Заключительным стартом сезона стал чемпионат мира среди юниоров. После оригинального танца американские танцоры шли на втором месте, но в произвольном танце они прервали своё выступление из-за травмы Эмили (она упала и Эван наступил ей на руку коньком, в результате — разрыв сухожилий).

### 2007/2008: победа на юниорском чемпионате мира

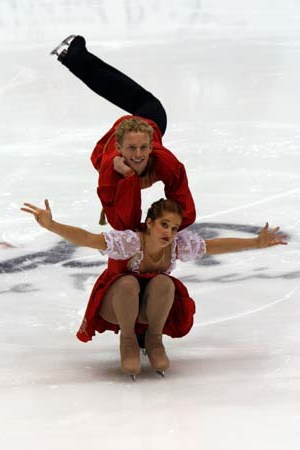
Эмили Самуэльсон и Эван Бейтс (2007)

Самуэльсон / Бейтс решили остаться в юниорах ещё на один сезон. На своём первом этапе Гран-при в Лейк-Плэсиде Эмили и Эван выиграли все три танца и стали победителями турнира. На втором для них этапе, который прошёл в Австрии, пара проиграла оригинальный танец, но благодаря победе в обязательном и произвольном танце они победили и вновь вышли в финал юниорской серии. В финале Гран-при среди юниоров Эмили и Эван стали серебряными призёрами, как и год назад.
На чемпионате США Самуэльсон и Бейтс дебютировали на взрослом уровне, заняв четвёртое место. В конце февраля пара выступила на чемпионате мира среди юниоров. Они выиграли все три танца и стали победителями чемпионата. Этот старт стал для Эвана и Эмили последним на юниорском уровне.

### 2008/2009: переход на взрослый уровень

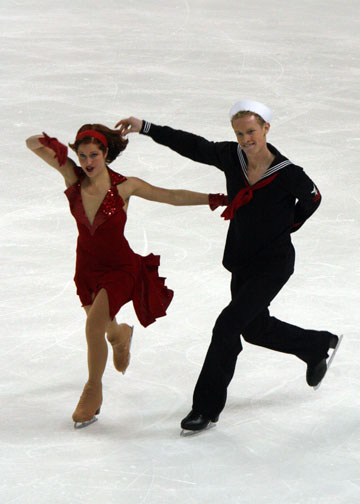
Эмили Самуэльсон и Эван Бейтс в 2008 году

В новом сезоне пара дебютировала на взрослом уровне. В конце сентября они выступили на своём первом международном старте, одержав победу на Nebelhorn Trophy. Самуэльсон и Бейтс участвовали в двух взрослых этапах серии Гран-при: Skate America и NHK Trophy. На домашнем этапе они стали четвёртыми, уступив бронзовым призёрам 4,5 балла. На японском этапе американцы впервые в карьере завоевали медаль взрослой серии, став бронзовыми призёрами турнира.
На чемпионате США , в отсутствие лидеров сборной Танит Белбин и Бенжамина Агосто, дуэт стал вторым, уступив только Мэрил Дэвис и Чарли Уайту. На дебютном чемпионате четырёх континентов для Эмили и Эвана, они стали бронзовыми призёрами, уступив только канадцам Тессе Вертью и Скотту Моиру, а также своим соотечественникам Мэрил Дэвис и Чарли Уайту. В марте американцы впервые выступили на чемпионате мира, который прошёл в Лос-Анджелесе. Эмили и Эван заняли одиннадцатое место.

### 2009/2010: Олимпийский сезон

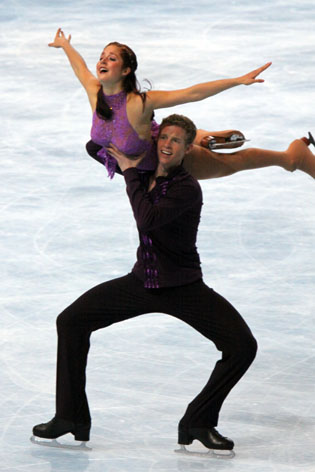
Эмили и Эван выполняют поддержку (2009)

Олимпийский сезон Эмили и Эван начали с турнира Trophee Eric Bompard, став там четвёртыми. На втором для них этапе, который проходил в Канаде, Самуэльсон и Бейтс замкнули топ-5.
На чемпионате США в Спокане, на котором решалась судьба путёвок на Олимпийские игры, Эмили и Эван стали бронзовыми призёрами. Этот результат позволил им попасть в олимпийскую сборную.
В феврале они приняли участие в первых для себя Олимпийских играх, которые прошли в Ванкувере на арене Пасифик Колизиум. Эмили и Эван заняли четырнадцатое место в обязательном танце, одиннадцатое место в оригинальном и произвольном танце. Это же место стало для них итоговым в соревновании танцоров.
Последним стартом в сезоне для Эмили и Эвана стал чемпионат мира , который в марте проходил в итальянском городе Турин на арене Палавела. Самуэльсон и Бейтс заняли десятое место во всех трёх танцах, а в общем зачёте стали девятыми.

### 2010/2011: серьёзная травма, пропуск сезона, распад
После олимпийского сезона, пара приняла решение прекратить сотрудничество с Ярославой Нечаевой и Юрием Чесниченко, которое продолжалось десять лет. Они решили тренироваться в группе Игоря Шпильбанда и Марины Зуевой. По словам партнёрши, они потратили много времени на размышления о своём катании и о том, в каком направлении они хотят развиваться. Также они выразили надежду, что смена команды даст им новый взгляд на их катание и новую перспективу.
Пара была заявлена в 2010 году на этапы Гран-при в Японии и во Франции, но в сентябре 2010 года во время тренировки, при исполнении поддержки, конёк Эмили соскользнул и она разрезала Эвану ахиллово сухожилие. В результате полученной травмы пара пропустила весь сезон.
В июне 2011 года стало известно, что пара Самуэльсон / Бейтс после десяти лет сотрудничества прекратила своё существование, а фигуристы планируют искать новых партнёров. Спустя два месяца, Эван в интервью сайту icenetwork.com сообщил, что распавшаяся пара не сумела вернуть прежнюю форму и он решился на перемены.

### 2011/2012: первый сезон с Мэдисон Чок

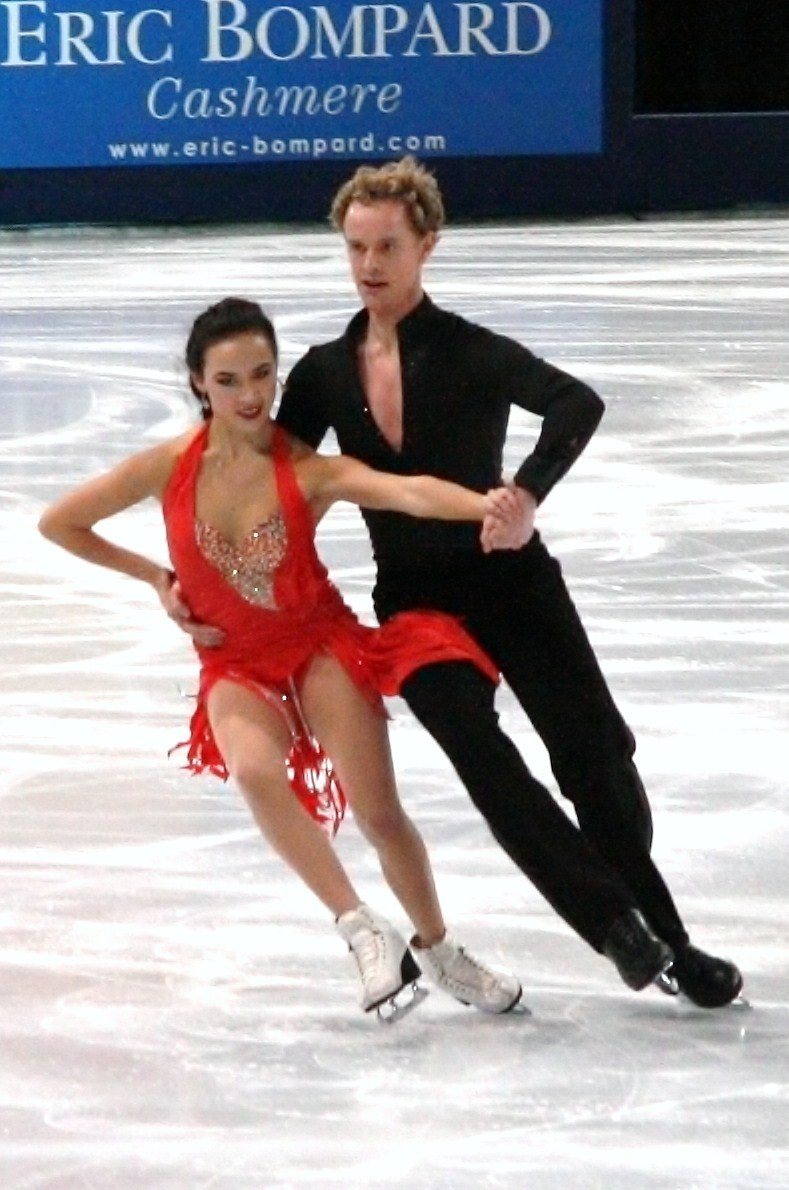
Эван Бейтс со своей новой партнёршей на Trophée Eric Bompard 2011

В июле 2011 года Мэдисон Чок и Эван Бейтс объявили о своем партнёрстве и о том, что их будут продолжать тренировать Игорь Шпильбанд и Марина Зуева. В соответствии с инструкциями американской федерации фигурного катания США, фигуристы должны показать свои программы за 35 дней до первого международного турнира, что они и сделали на соревнованиях по фигурному катанию в Ониксе. На тот момент они катались вместе всего семь недель.
В начале октября пара приняла участие в турнире Finlandia Trophy, этот старт был первым для них. По итогам соревнований Мэдисон и Эван стали третьими, выиграв первую совместную медаль. Затем Чок / Бейтс выступили на этапе Гран-при в Канаде. В самом конце короткого танца Эван упал, а Мэдисон споткнулась об него и упала вслед за ним. В итоге после первого вида соревнований они шли на шестом месте, но в произвольном танце им удалось отыграть пару позиций, став по итогам турнира четвёртыми.
В ноябре они выступили на втором своём этапе Trophée Eric Bompard, но и во Франции не обошлось без падений: в произвольном танце, во время исполнения серии твизлов, Эвана повело в сторону Мэдисон, и та в итоге упала. Турнир они завершили на пятой позиции.
На чемпионате США, который прошёл в январе 2012 года, Мэдисон и Эван стали пятыми, тем самым не попав на главные старты сезона.

### 2012/2013: первая медаль чемпионата США

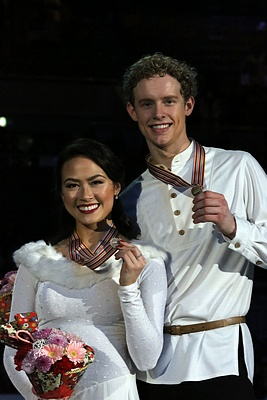
Первая совместная медаль на чемпионате четырёх континентов (2013)

После того, как Зуева и Шпильбанд прекратили совместное сотрудничество, Чок / Бейтс были первыми, кто объявил, что продолжат тренироваться со Шпильбандом.
Работа с Игорем всегда была воодушевляющей, и я с нетерпением жду продолжения нашей карьеры под его руководством. Он блестящий тренер, и я уверен, что он сделает всё, чтобы помочь нам достичь наших целей на льдуЭван Бейтс
Впервые в новом сезоне пара вышла на лёд на турнире U.S. International Figure Skating Classic. После короткого танца Чок и Бейтс шли на первом месте, но в произвольном допустили пару ошибок, что не позволило им попасть на пьедестал почёта, став по итогу соревнований четвёртыми. Через две недели пара выступила в Германии на турнире Nebelhorn Trophy, который они выиграли. Следующим стартом стал этап Гран-при Cup of China, по итогам которого американцы остановились в шаге от попадания на пьедестал.

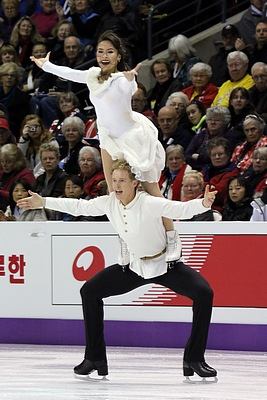
Мэдисон и Эван на чемпионате мира

На чемпионате США Мэдисон с Эваном в непростой борьбе смогли выиграть серебряную медаль, опередив Майю и Алекса Шибутани на 1,71 балла. Для них это была первая совместная медаль национального чемпионата. В феврале 2013 года пара дебютировала на чемпионате четырёх континентов. После короткого танца они занимали третье место, опережая своих соотечественников брата и сестру Шибутани на 2 балла, однако после произвольного танца преимущество пары сократилось до 0,45 балла, но несмотря на это они смогли завоевать бронзовые медали.
В марте американцы приняли участие в дебютном в их совместной карьере чемпионате мира, который проходил в канадском Лондоне. Мэдисон и Эван стали седьмыми в коротком танце, шестыми в произвольном танце и седьмыми в итоговой таблице. Заключительным стартом сезона стал командный чемпионат мира. Мэдисон и Эван внесли весомый вклад в победу своей команды, набрав 12 баллов из 12 возможных. Сборная США выиграла командное золото впервые с 2009 года.

### 2013/2014: Олимпийский сезон

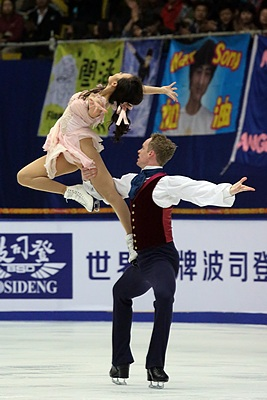
Чок и Бейтс исполняют произвольный танец на Cup of China (2013)

В качестве короткого танца на олимпийский сезон Мэдисон и Эван выбрали песню «Hollywood» английского вокального трио The Puppini Sisters и композицию «There's No Business Like Show Business» из мюзикла «Annie Get Your Gun». А произвольный поставили под музыку из мюзикла Клода-Мишеля Шёнберга «Отверженные».
Первым стартом в сезоне стал традиционный турнир Finlandia Trophy. По итогам соревнований Чок и Бейтс заняли второе место, уступив 24 балла канадцам Тессе Вертью и Скотту Моиру. Далее Мэдисон Чок и Эван Бейтс приняли участие в двух этапах Гран-при: Cup of China и Rostelecom Cup. В Пекине пара заняла уверенное третье место, обойдя пару, которая заняла четвёртое место на 16 баллов.
В Москве борьба за бронзу была намного серьёзнее. После короткого танца американцы занимали четвёртое место, проигрывая Екатерине Рязановой и Илье Ткаченко 0,79 балла, но в произвольном танце Мэдисон и Эван обошли российскую пару в борьбе за бронзу, выиграв в итоге 1,01 балла.

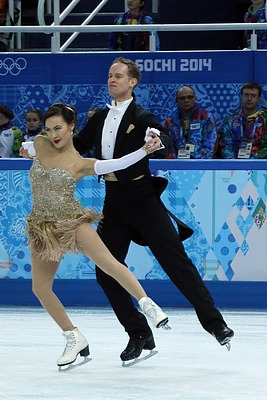
Фигуристы на своей первой совместной Олимпиаде

На чемпионате США пара выиграла серебро, что позволило им попасть в олимпийскую команду своей страны.
На самих Играх пара не выступала в командных соревнованиях, поскольку лидеры команды Мерил Дэвис и Чарли Уайт исполняли два танца. В личном турнире Мэдисон и Эван стали восьмыми во всех видах соревнований.
Заключительным турниром в сезоне был чемпионат мира, который прошёл в Сайтаме. В коротком танце с технической точки зрения пара выступила великолепно, получив за все обязательные элементы, за исключением параллельной дорожки шагов, четвёртые уровни, что позволило им получить 67,71 балла, занимая предварительное четвёртое место. В произвольном танце Чок и Бейтс заняли пятое место, получив 99,88 балла, тем самым впервые в карьере попав в топ-5 лучших танцевальных дуэтов мира.

### 2014/2015: победа на чемпионате США, серебро чемпионата мира

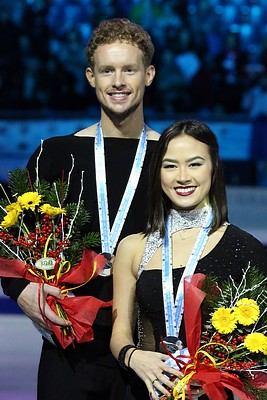
Первая медаль в финале Гран-при (2014)

Мэдисон и Эван начали свой сезон на турнире серии «Челленджер» Nebelhorn Trophy, уступив только Кэйтлин Уивер / Эндрю Поже. В конце октября пара впервые в карьере стала победителем этапа Гран-при, уверенно выиграв домашний этап. Через пару недель американцы выступили на российском этапе Гран-при, на котором одержали вторую победу, опередив ближайших преследователей почти на 14 баллов, что позволило им впервые в карьере попасть в финал Гран-при. В Барселоне Эван упал в самом конце короткого танца, что не позволило им навязать борьбу за золото. После первого дня соревнований Мэдисон и Эван проигрывали своим главным конкурентам  Уивер / Поже чуть больше 6 баллов. В произвольном танце пара выступила без ошибок и впервые в карьере они выиграли медаль финала Гран-при, став серебряными призёрами.
В январе 2015 года Мэдисон и Эван выступили на национальном чемпионате. Американские танцоры выиграли оба танца и в первый раз стали чемпионами США. Очень хорошо они стартовали и на чемпионате четырёх континентов, который проходил в Сеуле. После короткого танца они занимали лидирующее место, опережая своих главных соперников в борьбе за золото Уивер и Поже на 2 балла. Однако этого не хватило и фигуристы стали только вторыми, как и в финале уступив фигуристам из Канады, чьё преимущество сложилось из более высоких надбавок за качество исполнения элементов и чуть более высоких оценок за компоненты.

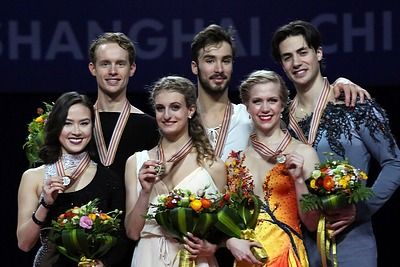
Чок и Бейтс на пьедестале чемпионата мира (2015)

В марте фигуристы приняли участие на чемпионате мира, который прошёл в Шанхае.  В коротком танце Мэдисон и Эван показали техничное катание, сделав все обязательные элементы на четвёртый уровень, тем самым став единственной парой на турнире, которой удалось это сделать. Благодаря этому они лидировали после первого дня соревнований, отрыв от преследователей составил почти 2 балла. Однако, как и на чемпионате четырёх континентов, лидерство удержать не удалось, но только на этот раз они уступили французам Габриэле Пападакис и Гийому Сизерону. Французский дуэт сделал все элементы, за исключением одной дорожки шагов, на четвёртый уровень, в то время как американцы допустили помарку на твизлах (получив в итоге третий уровень) и сделали две дорожки шагов на третий уровень. По итогам соревнований они впервые стали серебряными призёрами мирового первенства, уступив победителям почти 3 балла.
В середине апреля пара выступила на командном чемпионате мира, который прошёл в Японии. В коротком танце они 1 балл уступили Уивер / Поже. В произвольном танце Эван упал во время дорожки шагов и заняли только третье место. Они заработали для своей команды 21 балл из 24 возможных и эти результаты способствовали завоеванию золотой медали американской сборной.

### 2015/2016: потеря лидерства в сборной, вторая медаль чемпионата мира

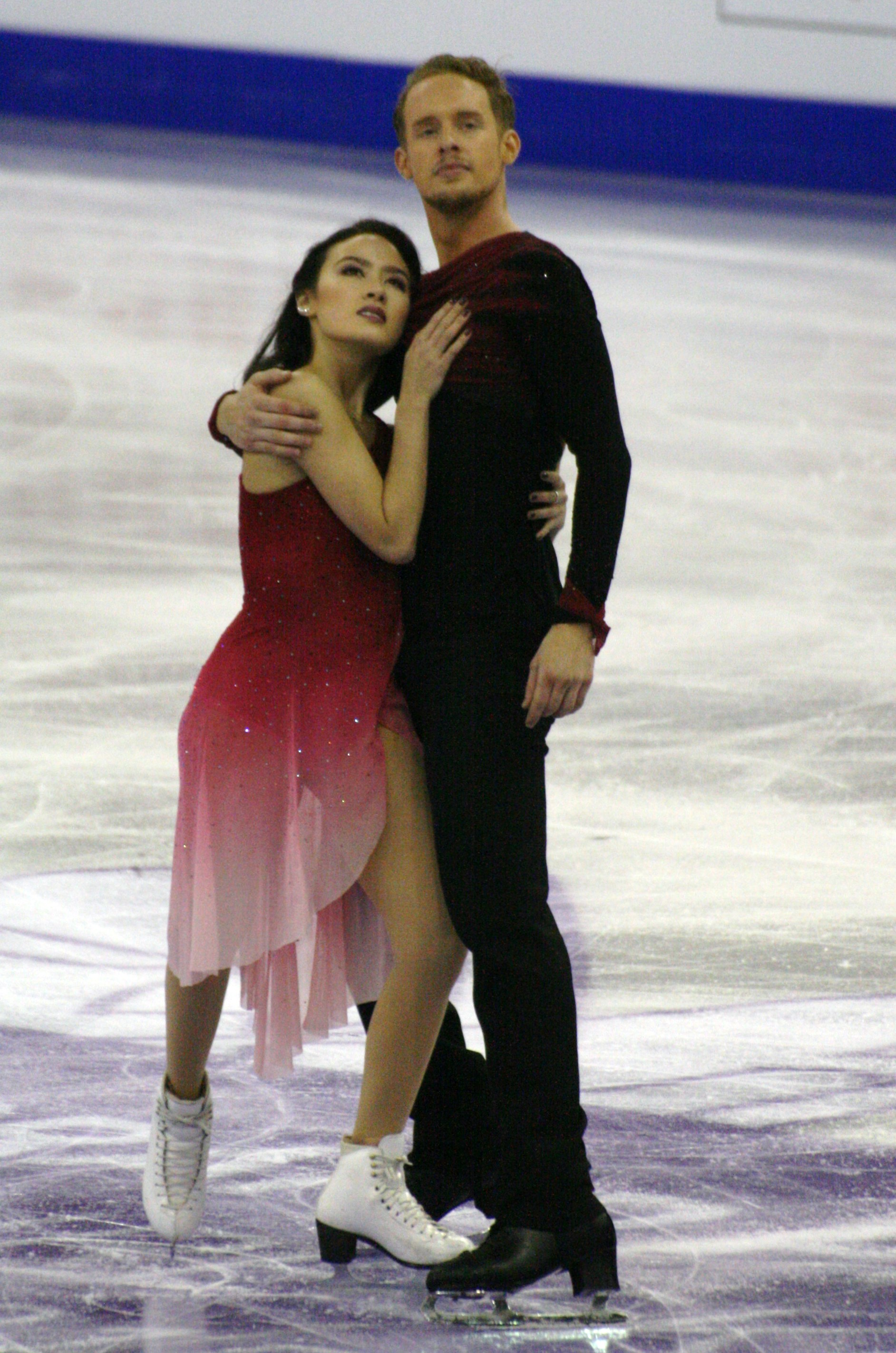
Финал Гран-при (2015)

В новом сезоне Эван и его партнёрша в коротком танце в качестве музыкального сопровождения выбрали романс «Очи чёрные», а в произвольном — Концерт для фортепиано с оркестром № 2 Сергея Рахманинова.
Новый сезон пара начала в сентябре на турнире в Германии, который они уверенно выиграли. На этом же турнире им сказали, что их короткий танец не соответствовал предполагаемому ритму. За три недели до их первого Гран-при, команда Шпильбанда подготовила третий короткий танец сезона. По словам самого дуэта, это был утомительный опыт и они никогда не были в такой сложной ситуации.
Через месяц пара выступала в Милуоки на этапе серии Гран-при Skate America. Несмотря на трудности, пара успела подготовиться к турниру должным образом и одержала победу. В начале ноября фигуристы выступили на китайском этапе серии Гран-при. В коротком танце у Мэдисон возникли сложности во время исполнения серии твизлов (за этот элемент они получили первый уровень), что привело ко второму месту после первого вида соревнований. В произвольном танце американцы также стали вторыми, проиграв итальянскому дуэту Анна Каппеллини и Лука Ланотте 4 балла, но это поражение не помешало им вновь выйти в финал. В финале после короткого танца они шли на втором месте, уступая канадцам Кэйтлин Уивер и Эндрю Поже чуть больше балла. В произвольном танце Мэдисон ошиблась во время исполнения твизлов, что едва не привело к потери серебряной медали: Каппеллини / Ланотте выиграли у американского дуэта произвольный танец, но за счёт отрыва после первого дня соревнований Мэдисон и Эван второй год подряд выиграли серебряную медаль финала коммерческой серии.

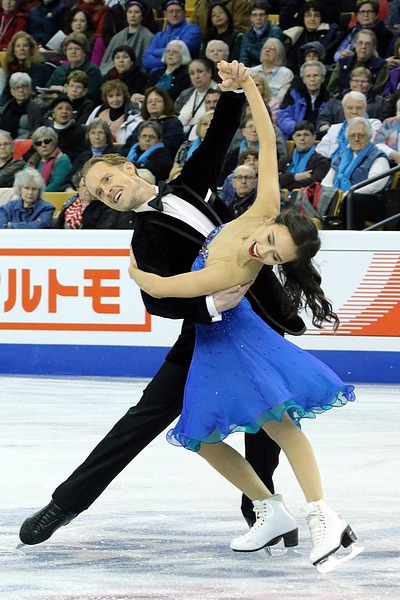
Домашний чемпионат мира (2016)

Через месяц на национальном чемпионате американские танцоры не смогли защитить свой прошлогодний титул, уступив Майе и Алексу Шибутани. В феврале в Тайбэе на чемпионате четырёх континентов у пары снова возникли проблемы с твизлами. Из-за ошибки Эвана они за этот элемент получили второй уровень и шли на четвёртом месте после короткого танца, но в произвольном танце они выступили без ошибок, что позволило им стать вице-чемпионами турнира, уступив только брату и сестре Шибутани. В начале апреля в Бостоне на домашнем мировом чемпионате фигуристы выступили успешно, став третьими во всех видах программы. Второй год подряд Мэдисон и Эван попали на пьедестал почёта чемпионата мира.

### 2016/2017

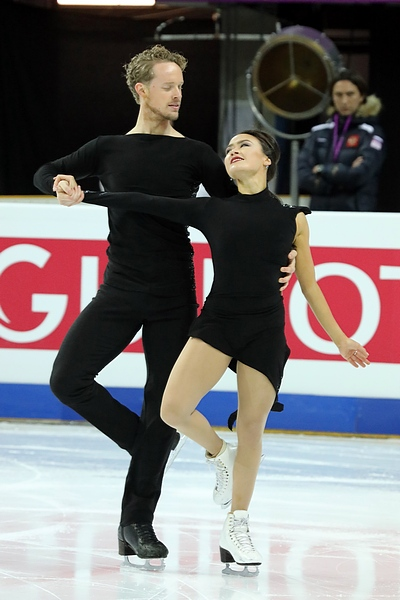
Мэдисон и Эван в 2016 году

В новом сезоне танцевальные ритмы, выбранные для короткого танца, были полуночный блюз плюс свинг или хип-хоп. Мэдисон и Эван выбрали хип-хоп для своего второго ритма. Для работы с коротким танцем они позвали Роуэна Уорда, который, в отличие от многих хореографов, мог перенести хип-хоп программу с пола на лёд. Вместе они выбрали музыку - «Bad to the Bone» Джорджа Торогуда и «Uptown Funk» Марка Ронсона в исполнении Бруно Марса. Для произвольного танца тренер пары Игорь Шпильбанд выбрал композицию группы Queen и Дэвида Боуи «Under Pressure», также он предложил в качестве хореографа Кристофера Дина.
Новый предолимпийский сезон пара начала в конце сентября в Германии на ежегодном турнире Nebelhorn Trophy, где в упорной борьбе завоевали серебряные медали, уступив чуть больше балла Каппеллини / Ланотте. Через неделю пара выступала в Братиславе на Ondrej Nepela Memorial. Спортсмены из США после короткого танца были лидерами, но в произвольном допустили ошибки на твизлах и заняли второе место.
В конце октября американские танцоры выступали на этапе Гран-при в Миссиссоге, где на Skate Canada заняли второе место, обыграв в произвольном танце Вертью / Моира, но уступив меньше балла по общей сумме. В начале ноября американцы выступали на своём втором этапе Гран-при на Rostelecom Cup. Пара лидировала после короткого танца, но в произвольном танце Эван допустил грубую ошибку при исполнении серии твизлов, что позволило им занять только второе место. Благодаря этим результатам американцы третий год подряд вышли в финал Гран-при, который в декабре пройдёт в Марселе. В финале в коротком танце Мэдисон упала во время связующего элемента и пара после первого дня соревнований занимала последнее место. В произвольном танце они стали четвёртыми, но в итоговой таблице они так и остались последними.

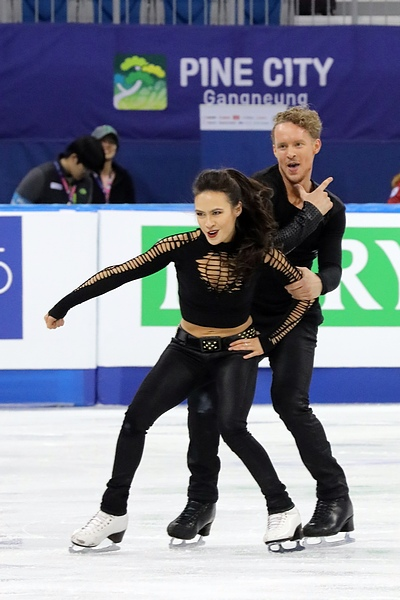
Короткий танец на чемпионате четырёх континентов (2017)

В январе 2017 года на национальном чемпионате в Канзасе пара боролась за первое место с прошлогодними чемпионами Майей и Алексом Шибутани. В упорной борьбе танцоры около балла уступили лидерам. В середине февраля фигуристы выступали в южнокорейском городе Каннын на чемпионате четырёх континентов, где стали бронзовыми призёрами, уступив только канадцам Вертью / Моир и соотечественникам брату и сестре Шибутани.
В конце марта американские фигуристы выступали на мировом чемпионате в Хельсинки. После короткого танца пара шла на четвёртом месте, уступая идущим на третьем месте Мэдисон Хаббелл и Захарий Донохью 0,28 балла, что давало им шанс побороться за медали, но в произвольном танце Эван допустил грубую ошибку на твизлах и пара финишировала на седьмом месте. Через три недели на командном чемпионате мира американские спортсмены выиграли короткий танец и стали вторыми в произвольном. Эти результаты способствовали завоеванию сборной США бронзовых медалей.

### 2017/2018: травма, второй Олимпийский сезон

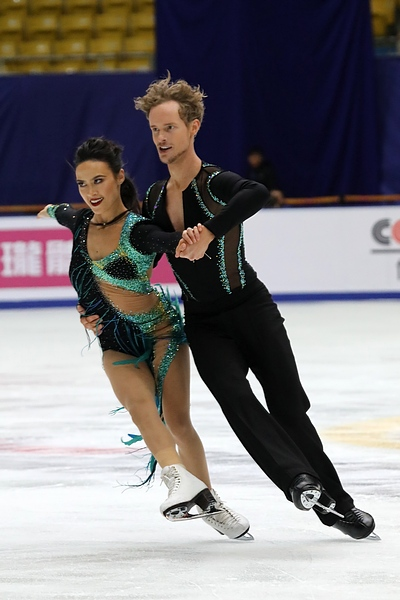
На китайском этапе Гран-при (2017)

Перед началом сезона Чок боролась с травмой лодыжки, которую она получила в августе 2017 года.
Новый олимпийский сезон американская пара начала на китайском этапе серии Гран-при, где финишировали с серебряными медалями 

В середине ноября спортсмены выступили на французском этапе Гран-при, где в упорной борьбе вновь завоевали серебряные медали 
Это позволило им уверенно выйти в финал Гран-при. В Нагое американские танцоры заняли предпоследнее  место, уступив и Шибутани / Шибутани, и Хаббелл / Донохью, что неофициально сделало их третьей парой страны.

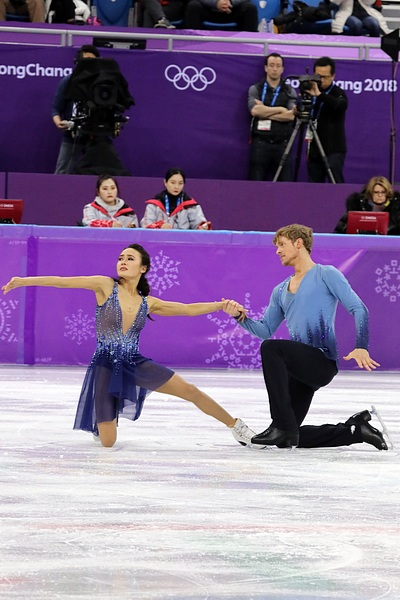
Последние секунды произвольного танца (Олимпийские игры 2018)

В начале января 2018 года прошёл национальный чемпионат, по итогам которого станет ясно кто поедет на Олимпийские игры. Мэдисон и Эван заняли третье место, уступив самую малость новым чемпионам США Мэдисон Хаббелл / Захари Донохью (0,52 балла) и Майе и Алексу Шибутани (0,33 балла). Чок и Бейтс выиграли произвольный танец. Мэдисон и Эван вошли в заявку сборной США на Олимпиаду.
На Олимпийских играх их не включили в список участников командного турнира. В личном турнире Мэдисон на разминке повредила ранее травмированную лодыжку, что не позволило ей выступить в полную силу и после короткого танца дуэт занимал седьмое место. В произвольном танце Мэдисон и Эван упали при заходе на вращение, что привело к потере элемента, а Мэдисон по окончании танца не смогла сдержать слёзы. В турнирной таблице они стали девятыми. На мировом чемпионате Мэдисон и Эван остались без медалей, заняв пятое место.
В начале апреля Мэдисон перенесла операцию на лодыжке

### 2018/2019: новая тренерская команда, возвращение после операции

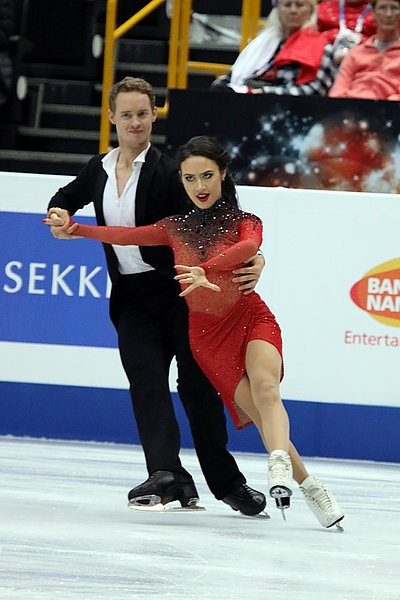
Чемпионат мира (2019)

В конце мая Чок и Бейтс объявили о смене тренера, заявив, что летом они начнут тренироваться в группе Мари-Франс Дюбрей, Патриса Лозона и Ромена Агеноэра в Монреале. Пара снялась с этапов Гран-при, потому что Мэдисон не успела до конца восстановиться после операции.
Мы очень признательны Игорю и его команде. Он помог нам продвинуться по карьерной лестнице и достичь новых высот, и мы очень благодарны за этоЭван Бейтс
Пара снялась с этапов Гран-при, потому что Мэдисон не успела до конца восстановиться после операции.
Первым стартом в сезоне стал турнир Mentor Torun Cup, который проходил в Польше и который пара уверенно выиграла.
В конце январе Чок и Бейтс приняли участие в национальном чемпионате, где в пятый раз в карьере стали вице-чемпионами.
Чемпионат четырёх континентов, который прошёл в феврале 2019 года, стал пятым в совместной карьере. В ритмическом танце Мэдисон и Эван получили высокие уровни за обязательные элементы, выиграв базу у всех своих конкурентов. В итоге они получили 81,95 балла, уступив только своим одногруппникам Мэдисон Хаббелл и Захари Донохью. Но в произвольном танце турнирная ситуация изменилась. Чок и Бейтс уверенно исполнили свой произвольный танец (получив 126,25 балла), в то время как их главные конкуренты за победу Хаббелл / Донохью «потеряли» уровни на стационарной поддержке и вращении. В итоге Мэдисон Чок и Эван Бейтс впервые в карьере стали чемпионами четырёх континентов. На чемпионате мира американцы заняли шестое место.

### 2019/2020: второе золото чемпионата США и чемпионата четырёх континентов, пандемия

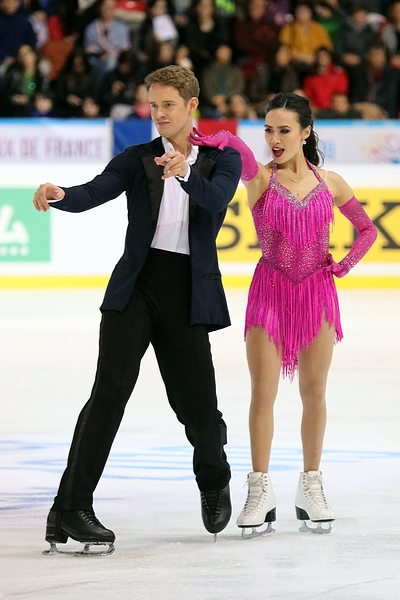
Internationaux de France (2019)

Для своего ритм-танца фигуристы использовали композицию «Too Darn Hot» из мюзикла «Целуй меня, Кэт». В произвольном танце Мэдисон и Эван взяли египетскую тему. По сюжету Мэдисон является змеёй, а Эван путешественником. На протяжении всего танца он все никак не может понять — она змея или девушка? Она хочет причинить ему зло или влюбить? .
Сезон у пары начался с двух турниров серии «Челленджер». Сначала они одержали победу на US Classic, а на втором турнире в Финляндии они выиграли ещё одну золотую медаль, несмотря на то, что в произвольном танце им обнулили хореографическую дорожку шагов.
На  Internationaux de France, их первом этапе Гран-при в сезоне, Чок и Бейтс заняли второе место и в ритм-танце, и в произвольном, тем самым завоевав серебряную медаль. На следующей неделе в Китае Мэдисон и Эван снова стали вторыми, при этом они выиграли произвольный танец у вице-чемпионов мира Виктории Синициной и Никиты Кацалапова. В финале Гран-при Чок и Бейтс в третий раз завоевали серебро и впервые за четыре года попали на пьедестал почёта этого турнира, установив в произвольном танце (129,01) и по сумме баллов (210,68) новые личные достижения.

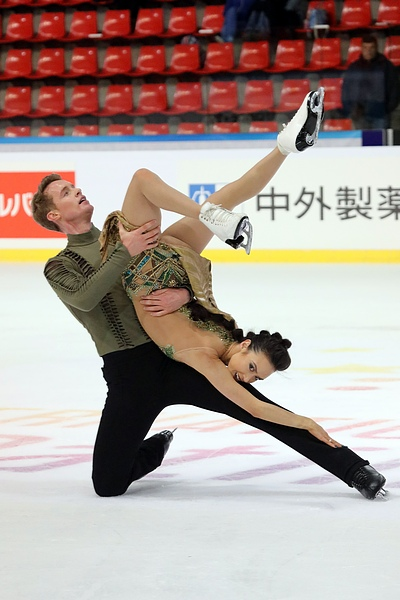
Финальная поза «Snake dance»

На чемпионате США в Гринсборо Чок / Бейтс финишировали первыми в ритм-танце, опередив главных конкурентов Хаббелл / Донохью на 1,02 балла, несмотря на помарку во время исполнения паттерна. В произвольном танце им удалось сохранить лидерство, выиграв свой второй титул чемпионов США через пять лет после первого, что является самым длинным разрывом между титулами в танцах на льду в истории чемпионатов США. Прокат произвольного танца с этого турнира завирусился и на данный момент на Ютубе набрал больше трёх миллиона просмотров.
На чемпионате четырёх континентов в Сеуле Мэдисон и Эван шли вторыми после ритм-танца, установив новый личный рекорд набрав 85,76, отстав от Хаббелл и Донохью всего на 0,2 балла. В произвольном танце Чок и Бейтс финишировали первыми, несмотря на падение, которое произошло между элементами. Они успешно защитили свой титул, став первой парой танцев на льду, сделавшей это после Танит Белбин и Бенджамина Агосто, которые этого достигли с 2004 по 2006 года.
Чок и Бейтс собирались принять участие в чемпионате мира в Монреале, но соревнования были отменены из-за пандемии коронавируса.
Наряды из произвольного танца минувшего сезона Мэдисон и Эвана победили в номинации премии Международного союза конькобежцев Skating Awards «Лучший костюм».
.

### 2020/2021: пандемия, травма, потеря позиций
Чок и Бейтс остались в Монреале во время пандемии и отсутствовали на льду в течение трёх месяцев, прежде чем каток вновь открылся для тренировок.  После дуэт потерял месяц тренировок из-за травмы Мэдисон. В жаркий июльский день она после прогулки потеряла сознание и получила сотрясение мозга. Они провели ещё две недели в карантине из-за коронавируса, хотя ни один из их тестов не дал положительного результата. В результате они отказались от планов использовать новый произвольный танец в этом сезоне и снялись с этапа Гран-при Skate America.
На чемпионате США Чок и Бейтс шли первыми после первого дня соревнований, опередив своих главных конкурентов на 0,44 балла, несмотря на то, что Чок допустила помарку и потеряла уровень на твизлах. В произвольном танце уже Эван допустил ошибку в серии твизлов, в результате чего они упустили первое место и стали вторыми.
Чемпионат мира в Стокгольме прошёл без зрителей из-за пандемии, а партнёры по тренировкам четырёхкратные чемпионы мира Габриэлла Пападакис и Гийом Сизерон отказались от участия в соревнованиях. Это привело к ожесточенной борьбе за подиум, в котором участвовали шесть пар, включая их. Чок / Бейтс заняли третье место в ритм-танце, ненамного отстав от Хаббелл / Донохью и более чем на два балла опередив канадцев Гиллес / Пуарье. В произвольном танце Бейтс снова допустил ошибку на твизлах, которая для пары стала фатальной. Они заняли четвёртое место в произвольном танце, опустившись на четвёртое место в общем зачёте, уступив бронзу канадцам.

### 2021/2022: Олимпийский сезон, медаль олимпийского командного турнира, медаль чемпионата мира
С апреля они начали работать над ритм-танцем. В качестве музыкального сопровождения была выбрана певица Sade. В августе Мэдисон и Эван на традиционном сборе сборной США по фигурному катанию показали его и, по их словам, отзывы на танец были примерно такие: «Красиво. Неплохо, но вы могли бы сделать что-то получше». Они с этим согласились и выбрали три композиции Билли Айлиш: «My Boy», «Therefore I Am» и «Bad Guy». Седьмого октября в своём подкасте «Unlaced with Chock and Bates» Мэдисон и Эван объявили, что для произвольного танца они взяли композиции легендарной группы Daft Punk. 
В этой постановке мы рассказываем историю встречи двух разных миров, ведь по сюжету Мэдисон – инопланетянка, а я – астронавт. И в самом начале этого знакомства много страха и недоверия. Но потом музыка смягчается, появляется речь, мы показываем нашу уязвимость и незащищенность, а в конце звучат слова: «Если это любовь, то держитесь друг друга». И мы как бы хотим сказать: «Присмотритесь к людям, непохожим на вас, найдите для них любовь в своем сердце».Эван Бейтс

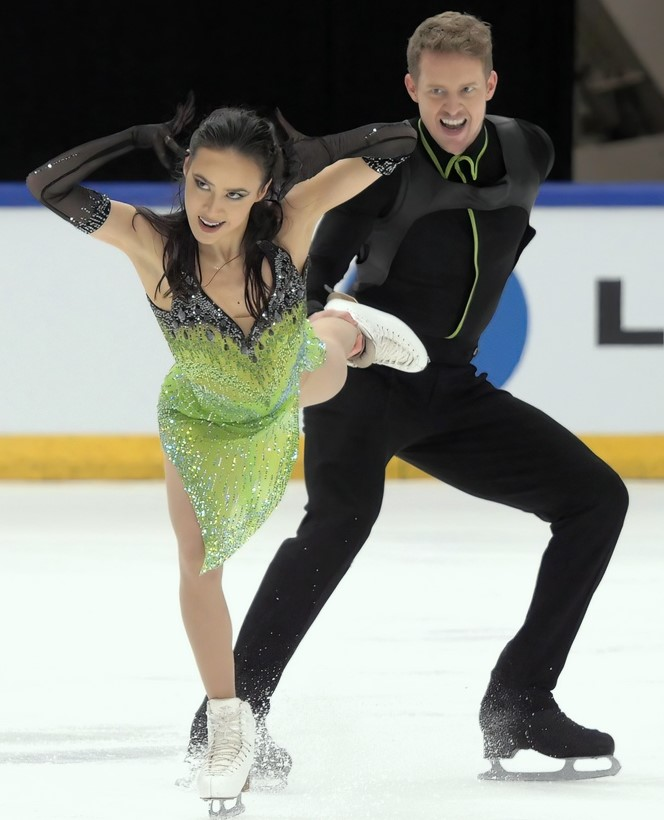
Чок и Бейтс исполняют ритм-танец на Finlandia Trophy

Впервые свои новые программы американский дуэт продемонстрировал публике на Finlandia Trophy. По итогам соревнований они стали вторыми, уступив только Пападакис и Сизерону. В целом, их танцы публика оценила по достоинству.
В середине октября пара выступила на домашнем этапе Гран-при Skate America, где  соперниками у них были их главные конкуренты по сборной Мэдисон Хаббелл и Закари Донохью. Мэдисон и Эван стали вторыми, проиграв коллегам по команде всего 1,31 балла. Вторым этапом Гран-при у фигуристов прошёл в Японии на турнире NHK Trophy. В ритм-танце пара установила новый личный рекорд, набрав 86,02 балла. Они уступали действующим чемпионам мира Синициной и Кацалапову 0,31 балла. Но в произвольном танце побороться за победу не удалось: Эван упал на ровном месте в самом начале программы. Пара заняла второе место, обеспечив себе место в финале Гран-при. В начале декабря объявили, что финал не состоится из-за нового варианта коронавируса 
«Омикрон».
В начале января в Нашвилле состоялся чемпионат США, где им предстояло вновь бороться за золото с Мэдисон и Закари. После первого дня соревнований Мэдисон и Эван оторвались от своих конкурентов на 2,55 балла, выполнив все элементы на четвёртый уровень. В произвольном танце им не удалось избежать помарок, но преимущества, которое они получили в первый день хватило для итоговой победы. Чок и Бейтс стали трёхкратными чемпионами США. Фигуристы были отобраны для участия в Олимпийских играх. Для Эвана эти игры стали рекордными, ведь ранее ни одному американскому фигуристу не удавалось попасть на четыре Олимпиады.
Мэдисон и Эван были назначены капитанами команды на олимпийском командном турнире. Шестого февраля стало известно, что на этих соревнованиях дуэт выступит в произвольном танце. Перед их выходом на лёд американцы делили второе место место с японской сборной, но Чок и Бейтс выиграли свой танец, обойдя в том числе Синицину и Кацалапова, что гарантировало их сборной второе место в командных соревнованиях. Мэдисон и Эван стали серебряными призёрами олимпийских игр. Их выступление отметили такие сайты, как Billboard, Variety, Stereogum. Однако получить свои медали в Пекине американским спортсменам было не суждено. Сначала церемонию награждения переносили несколько раз без объяснения причин, а затем и вовсе отменили. 11 февраля 2022 года во время Олимпийских игр в Пекине International Testing Agency (ITA) сообщило, что у российской спортсменки Камилы Валиевой в пробе на допинг, взятой на чемпионате России в Санкт-Петербурге в декабре, был обнаружен запрещённый в спорте препарат — триметазидин. МОК принял решение до завершения процесса не проводить церемонию награждения в командном турнире. Спустя почти два года 29 января 2024 года CAS утвердил дисквалификацию Валиевой на 4 года за применение допинга и аннулирование результатов начиная с 25 декабря 2021 года. Это означает, что американская сборная стала олимпийскими чемпионами в командном турнире. Во время летних Олимпийских игр в Париже состоялась церемония награждения Чок / Бейтса и их партнёров по команде, где им были вручены золотые олимпийские медали.
В танцевальном турнире Чок и Бейтс остановились в шаге от пьедестала, установив при этом новые личные рекорды в произвольном танце и по общей сумме баллов. После турнира Эван сказал: «Я думаю, что четвёртое место иногда может быть одним из самых сложных для финиша. Но тот факт, что на пьедестале всего три места, делает этот вид спорта таким яростным и таким любимым столькими людьми, и болельщиками дома, и спортсменами. Мы хотим, чтобы конкуренция была сильной и глубокой, и это именно то, что есть».
Мэдисон и Эван завершили сезон на чемпионате мира, который проходил в Монпелье. Российские танцевальные дуэты отсутствовали из-за отстранения Международного союза конькобежцев по причине ситуации на Украине. Пара заняла третье место в ритм-танце, установив новый личный рекорд 87,51 балла. В произвольном танце они сохранили эту позицию, став бронзовыми призёрами чемпионата мира, вернувшись на мировой подиум спустя шесть лет. Пападакис / Сизерон завоевали золотую медаль, а Хаббелл / Донохью – серебряную, весь подиум состоял из фигуристов ледовой академии Монреаля. Мэдисон сказала: «Это была мечта - иметь возможность разделить этот подиум с нашими товарищами по тренировкам и вернуться на подиум после того, что кажется очень, очень долгим».
Их костюмы из произвольного танца минувшего сезона победили на премии Международного союза конькобежцев Skating Awards в номинации «Лучший костюм».

### 2022/2023: сложное начало сезона, золото чемпионата мира

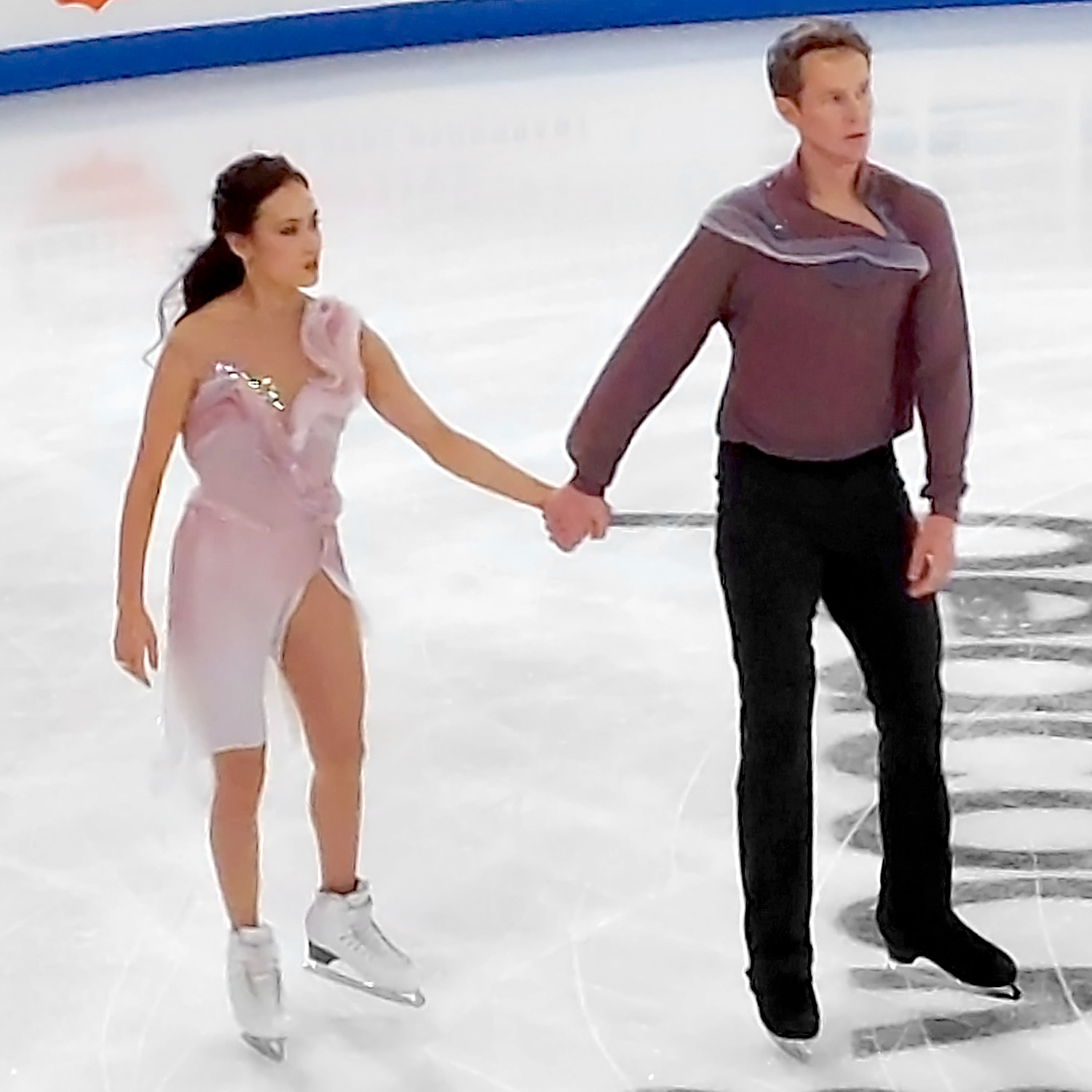
Чок и Бейтс на первом старте сезона

Перед началом нового цикла Мэдисон и Эван столкнулись с вопросами о завершении карьеры, на что Бейтс ответил: «Это самые приятные годы в нашей карьере. Мы еще не готовы уйти с соревновательного льда». Поскольку Хаббелл / Донохью вышли на пенсию, а Пападакис / Сизерон решили пропустить этот сезон, американцы вошли в этот сезон в качестве фаворитов на титул чемпионов мира; Чок назвала это «нашей большой целью, и так было всегда». Мэдисон и Эван в течение трёх месяцев после чемпионата мира выступали в шоу по фигурному катанию, и в результате не были вовремя готовы к участию в соревнованиях серии «Челленджер».
Для своего произвольного танца в новом сезоне они выбрали попурри из песен квебекского музыканта Джорана. Выбирая тему программу они вдохновлялись винтажным обручальным кольцом Мэдисон 1920 года, а именно: «Как любовь связана и течёт сквозь время и выходит за пределы физического мира». Первым соревнованием сезона был домашний этап Гран-при Skate America, где они выиграли золотую медаль, хотя и проиграли произвольный танец местным соперникам Кейтлин Хавайек и Жан-Люку Бейкеру после того, как их хореографическая дорожка была признана недействительной. Это было их первое золото Гран-при с 2015 года. Вслед за Skate America в их произвольный танец были внесены значительные изменения, включая новую музыку «Souffrance» группы Orange Blossom, а также «развивая» концепцию «об отношениях духа огня и духа воздуха и о том, как без них невозможно выжить». Они были фаворитами на втором этапе Гран-при NHK Trophy, но неожиданно заняли второе место, уступив своим канадским партнёрам по тренировкам Лоранс Фурнье-Бодри и Николаю Соренсену, завоевав серебряную медаль. Чок предполагала сложное начало сезона: «Мы обсудили, как будет выглядеть сезон для нас самих, и я думаю, что каждый сезон всегда предлагает новые невзгоды и новые препятствия. И этот сезон ничем не отличается. Наша цель остается прежней: мы хотим выиграть чемпионат мира в этом году».

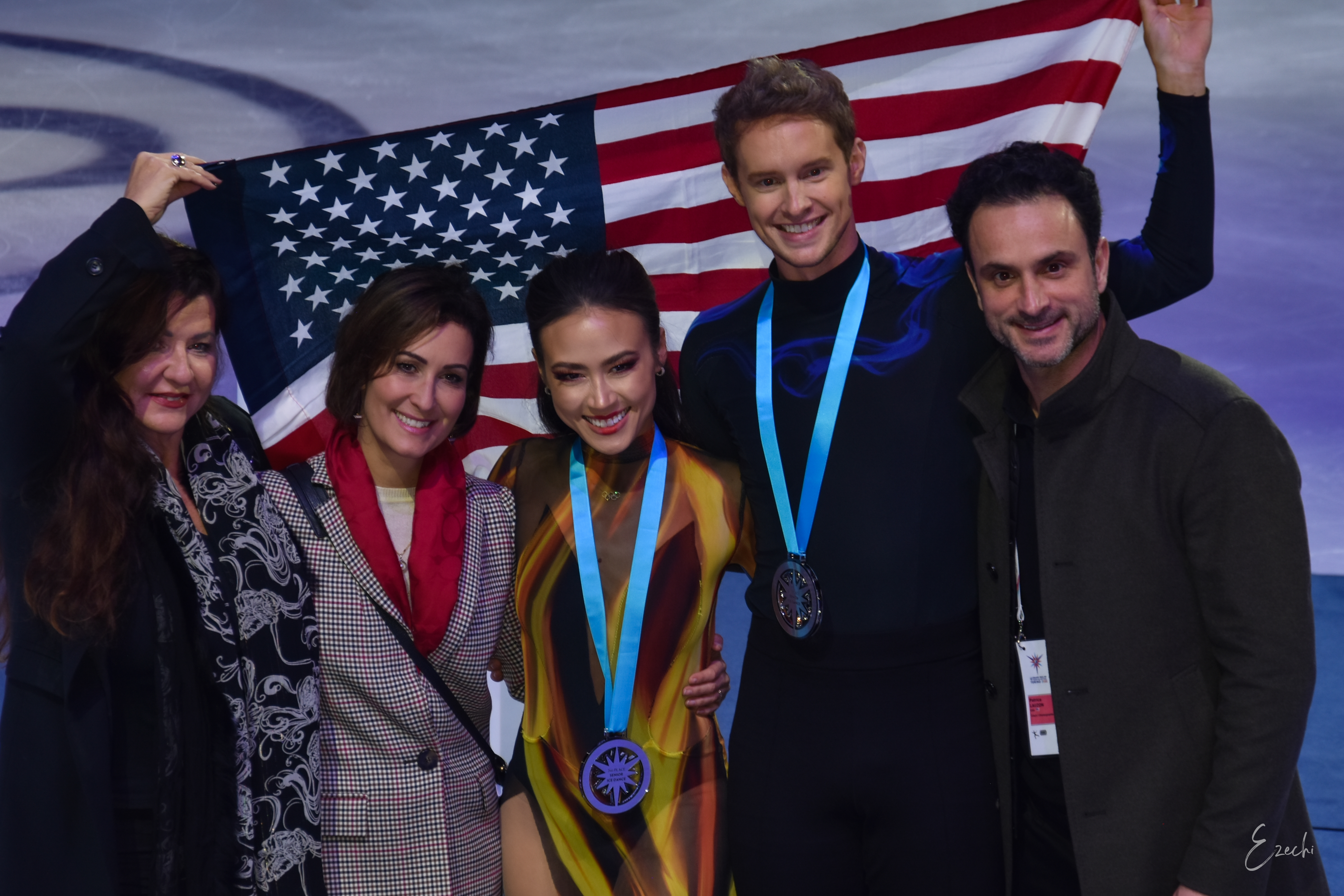
Со своей тренерской командой после финала Гран-при

К финалу Гран-при в Турине пара подходила с пятой суммой баллов, значительно проигрывая канадцам Пайпер Гиллес и Полю Пуарье, итальянцам Шарлен Гиньяр и Марко Фаббри, немного уступая британцам Лайле Фир и Льюису Гибсону, а также тем же Фурнье-Бодри и Соренсену. Тем не менее, они хорошо выступили в ритм-танце, заняв второе место и отстав от Гиллес / Пуарье всего на 0,44 балла. Чок заметила: «Исходя из того, как прошло начало сезона, мы просто очень гордимся тем, сколько работы мы проделали за такой короткий промежуток времени». Они также были вторыми в произвольной программе, финишировав на 3,70 балла позади своих конкурентов из Канады и выиграв своё четвёртое серебро финала Гран-при, которое Мэдисон назвала «всем, на что мы надеялись, благодаря тому, где мы были, и тому объему работы, который мы проделали со времён Skate America и NHK Trophy».
Являясь главными фаворитами национального чемпионата, Чок и Бейтс успешно защитили свой титул, став чемпионами страны второй год подряд и четвёртый раз в целом.
Поскольку главные соперники Гиллес и Пуарье отсутствовали на чемпионате четырёх континентов из-за того, что Гиллес потребовалась аппендэктомия, Чок / Бейтс вошли в турнир как фавориты в борьбе за свой третий титул. Они выиграли ритм-танец с личным рекордом 87,67 балла, хотя Фурнье Бодри / Соренсен, занявшие второе место, отстали от них всего на 1,39 балла. Они выиграли произвольный танец с разницей более чем в пять очков, снова взяв золотую медаль и установив новые личные рекорды в произвольном танце и по сумме. Бейтс размышлял об их победах на «Четырёх континентах», говоря: «В первый раз мы были очень удивлены, что выиграли. Во второй раз, когда мы выиграли, мы катались не лучшим образом. И сегодня, я думаю, было правильное сочетание чувств, действительно подготовленных, очень хорошо катаюсь и всё ещё удивляюсь".
Перед чемпионатом мира считалось, что Мэдисон и Эван вновь зарекомендовали себя в качестве главных фаворитов в борьбе за титул, а Гиньяр и Фаббри, а также вернувшиеся Гиллес и Пуарье стали их главными соперниками. В ритм-танце они установили новый личный рекорд 91,94 и заняли первое место, опередив итальянцев, занявших второе место, более чем на три балла, став второй парой в истории, которая преодолела отметку в 90 баллов в этом сегменте. Несмотря на то, что Чок упала не на элементе в конце произвольного танца, они выиграли и этот танец, установив новый личный рекорд, в том числе и по общей сумме баллов. Мэдисон и Эван впервые в карьере стали чемпионами мира, став второй американской командой, добившейся этого после Мэрил Дэвис и Чарли Уайта. Когда Гиньяр / Фаббри и Гиллес / Пуарье присоединились к ним на подиуме, всем медалистам в танцах на льду впервые в истории соревнований было больше 30 лет.
Мэдисон и Эван завершили сезон на World Team Trophy, выиграв ритм-танец с новым мировым рекордом.  Они также установили мировые рекорды в произвольном танце и по общей сумме баллов. Чок сказала, что рада такому хорошему выступлению после сложностей в произвольном танце на чемпионате мира. Сборная США выиграла золотую медаль, Чок и Бейтс стали трёхкратными победителями этих соревнований.

### 2023/2024: золото финала Гран-при и второй титул чемпионов мира
В новом сезоне Мэдисон и Эван в ритмическом танце в качестве музыкального сопровождения взяли композиции группы Queen «Another One Bites the Dust», «Who Wants to Live Forever», «I Want It All». В произвольном танце они использовали музыку группы Pink Floyd из легендарного альбома The Dark Side of the Moon, в котором пара исследовала концепцию и природу времени.
Тема нашего произвольного танца заключается в том, что мы исследуем концепцию времени и природу времени, то, как мы взаимодействуем со временем и как часто, будучи людьми, мы чувствуем, что время утекает сквозь пальцы. Особенно когда мы становимся старше, кажется, что время идет все быстрее и быстрее. Послание, которое мы хотим донести в этом произвольном танце, заключается в том, что нужно быть хозяином своего времени, не позволять ему быть хозяином над вами и находить время, чтобы остановиться и оценить то, что вы имеете. Мы делаем все возможное, чтобы по-настоящему отразить это послание в каждом фрагменте хореографии и в костюмах. Мы постарались вложить как можно больше мыслей и деталей во всю картину, которую демонстрируем на льду.Эван Бейтс
Пропустив турниры серии «Челленджер» второй год подряд, первым турниром нового сезона стал домашний этап Гран-при Skate America. Они финишировали первыми в ритм-танце, опередив на семь очков своих канадских товарищей по тренировкам Лажуа / Лагу, несмотря на опасное падение на тренировке утром в день соревнований. Они также выиграли произвольный танец, завоевав свой четвёртый титул с большим отрывом. На втором этапе Гран-при, который прошёл в Эспоо, пара одержала вторую победу, несмотря на ошибку Мэдисон в серии твизлов.
Чок и Бейтс прошли квалификацию в финал Гран-при. Это их седьмое выступление в финале коммерческой серии, что является рекордом для американских фигуристов в любой дисциплине. В ритм-танце они набрали 89,15 балла, что на тот момент было самым высоким результатом для любой пары в сезоне, обойдя ближайших конкурентов Шарлен Гиньяр и Марко Фаббри на 3,33 балла. В произвольном танце американский дуэт показал чистое выступление, что позволило им завоевать свою первую золотую медаль и первую медаль финалов Гран-при любого цвета, кроме серебра. Благодаря этой победе Мэдисон и Эван остались непобеждёнными в 2023 календарном году, став первыми американскими танцорами, сделавшими это после Мэрил Дэвис и Чарли Уайта, которым покорилось это достижение в 2013 году.
В преддверии чемпионата США Чок / Бейтс были заранее включены в состав американской сборной на чемпионат четырёх континентов, который должен был состояться на следующей неделе в Шанхае. Мэдисон начала себя плохо чувствовать в пятницу утром после ритм-танца, а Бейтс - вечером в день ритм-танца. Они выиграли ритм-танец с преимуществом в 8,98 балла, но состояние фигуристов продолжало ухудшаться.
Я не знаю, был ли у меня грипп, но я плохо себя чувствовала. Не могла встать с постели. Если бы соревнования были вчера, не думаю, что мы бы смогли принять в них участие.Мэдисон Чок

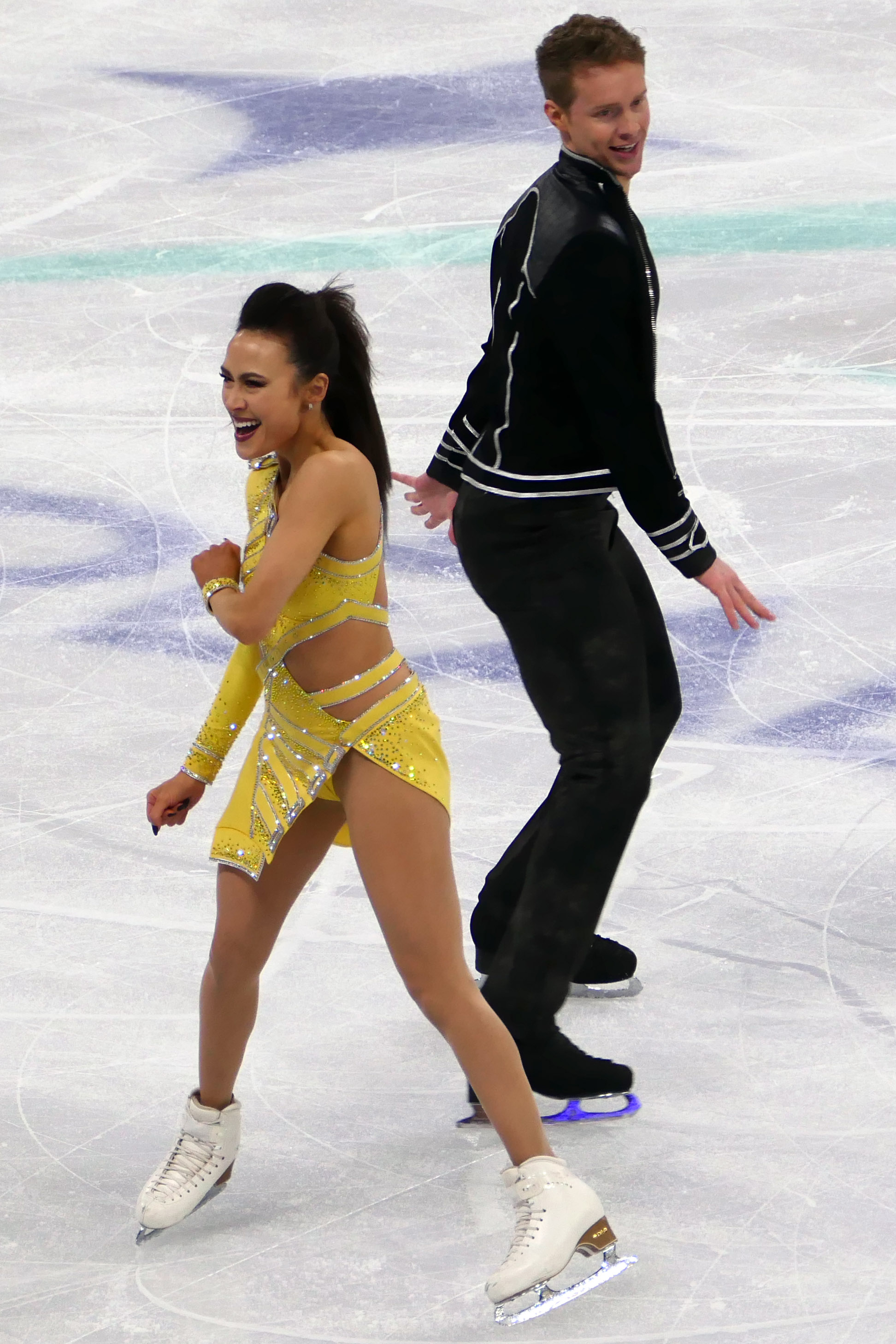
Мэдисон и Эван на чемпионате мира

Решение участвовать в произвольном танце было твёрдо принято лишь незадолго до финальной разминки. Они проиграли произвольный танец Каррейре / Пономаренко, заняв там второе место, но в общем зачёте остались на первом месте, став пятикратными чемпионами страны. Чок и Бейтс впоследствии снялись с чемпионата четырёх континентов.
Чемпионат мира проходил в Монреале, где находится их тренировочная база. Первый день соревнований они выиграли с результатом 90,08 балла и Мэдисон назвала этот прокат лучшим в сезоне. В произвольном танце они потеряли два уровня в стационарной поддержке и в этом сегменте уступили канадцам Пайпер Гиллес и Полю Пуарье, но преимущество, которое у них было после ритм-танца танца позволило им стать двукратными чемпионами мира. Благодаря этому результату они сравнялись с рекордом Дэвис и Уайта по количеству золотых медалей чемпионатов мира среди американских танцевальных дуэтов и стали первой американской парой, выигравшей два титула подряд. Пара завоевала пятую медаль мирового первенства, что делает их самым титулованным американским дуэтом этого турнира. Для Мэдисон и Эвана это был первый сезон без поражений.

### 2024/2025: третье золото чемпионата мира подряд
Тема нового ритмического танца - три десятилетия в музыке: от 50-х до 70-х годов. Мэдисон и Эван изначально решили взять 11 композиций.
Мы решили, что нам нравятся все десятилетия в музыке. Так что мы хотим создать путешествие сквозь десятилетия, показать эволюцию танцев от 1950-х до 1970-х. Нам было так весело разучивать эти танцыМэдисон Чок
В произвольном танце они выбрали тему джаза и взяли композицию Дейва Брубека «Take Five». Образ Мэдисон и Эвана в этом танце выдержан в стилистике ар-деко.
Я обожаю это время! Я черпаю вдохновение в архитектуре и дизайне того времени – в них столько стиля и очарования.
Композиция, под которую мы катаемся – Take Five от Дэйва Брубека – написана позже, в 50-е. Но нам показалось, что она хорошо подходит под атмосферу ар-деко. От этой музыки остается такое джазовое послевкусие, ты как будто бы переносишься в ночной дождливый Нью-Йорк. Я хотела, чтобы от нашего танца оставалось ощущение дерзкой чувственности.Мэдисон Чок
Мэдисон и Эван уже традиционно начали свой сезон на этапе Гран-при Skate America. В ритм-танце Мэдисон упала во время хореографической дорожки, в результате чего пара после первого дня соревнований шла второй, почти на шесть очков отстав от британского дуэта Лайла Фир и Льюис Гибсон. На следующий день они выиграли произвольный танец, но остались на втором месте в общем зачёте, уступив британцам 0,75 балла. В середине ноября американская пара выступила на NHK Trophy, где с двумя чистыми прокатами одержали уверенную победу. Для Мэдисон и Эвана это была двадцатая медаль этапов Гран-при и двадцать пятая с учётом финалов. 
В декабре Чок и Бейтс второй год подряд стали победителями финала Гран-при, обойдя ближайших преследователей Шарлен Гиньяр и Марко Фаббри на 13 баллов. Мэдисон после этой победы сказала, что они «стареют, как хорошее вино! Это действительно честь иметь такое долголетие, как у нас, и быть здоровыми и увлечёнными катанием на коньках». Завоевав шестую медаль в финале Гран-при, они сравнялись с Мэрил Дэвис и Чарли Уайтом, Тессой Вертью и Скоттом Мойром, а также Мариной Анисиной и Гвендалем Пейзера по количеству медалей в танцах на льду за всю историю соревнований.
Чок и Бейтс защитили свой титул чемпионов США на национальном чемпионате, который в конце января прошёл в Уичито, несмотря на то, что она страдала от болезни желудка всю неделю. После этого результата они сравнялись с рекордом Мэрил Дэвис и Чарли Уайта, завоевав шесть золотых медалей в танцах на льду среди взрослых. Бейтс похвалил выступление своей жены во время болезни, назвав ее «такой жёсткой. Она никогда не выйдет и не выложится по полной. Это заняло всю её немногочисленную энергию». 
На чемпионат четырёх континентов, который проходил в Сеуле, Чок / Бейтс приехали в качестве фаворитов, но неожиданно заняли второе место в ритм-танце, отстав на чуть больше балла от канадских соперников Пайпер Гиллес и Поля Пуарье. Они выиграли произвольный танец, но остались вторыми в общем зачёте, отстав на 0,53 балла от канадцев, завоевав серебряную медаль. Комментируя долговечность двух этих пар, Бейтс заметил, что они соревнуются друг с другом с подросткового возраста, «полжизни». Он сказал, что «я думаю, что мы делаем друг друга лучше, и это здорово для спорта».
В конце марта в Бостоне прошёл чемпионат мира, где Мэдисон и Эван были хозяевами, а также главными фаворитами. Они выиграли ритм-танец с результатом 90,18 балла, опередив Гиллес и Пуарье на 3,74 балла. На следующий день американские танцоры чисто откатали произвольный танец, что помогло им завоевать свой третий подряд титул чемпионов мира. Они стали первой парой, выигравшей чемпионат мира три раза подряд после россиян Оксаны Грищук / Евгения Платова, которые выиграли четыре золотые медали с 1994 по 1997 год. Мэдисон и Эван также стали первой американской парой, которая стала трёхкратными чемпионами мира.
Заключительным стартом сезона для Мэдисон Чок и Эвана Бейтса стал World Team Trophy. Они выиграли оба своих танца и принесли сборной США 24 балла из 24 возможных. Американская сборная в шестой раз стала победителем World Team Trophy, а Чок и Бейтс стали четырёхкратными чемпионами этих соревнований.

## Жизнь вне спорта
В 2007 году Бейтс окончил среднюю школу Гурона и продолжил обучение в Мичиганском университете. Эван получил степень бакалавра в области организационных исследований в 2013 году, став 52-м членом его семьи, окончившим Мичиганский университет.
У Эвана есть собака той-пудель, которую зовут Стелла. Согласно интервью телекомпании NBC, одно из любимых занятий Эвана — игра на гитаре. Фигурист также отметил, что он сам создал гитару Telecaster, а также со средней школы коллекционировал их. В 2022 году был избран в комиссию спортсменов ИСУ.
Женат на своей партнёрше Мэдисон Чок. Впервые они пошли на свидание в 2008 году, когда ей исполнилось шестнадцать лет, но после этого не поддерживали никаких романтических отношений. После нескольких лет выступлений в паре на льду в 2017 году они стали парой вне льда. 11 июня 2022 года Чок и Бейтс обручились. 20 июня 2024 года Мэдисон и Эван поженились на Гавайях.

## Стиль катания

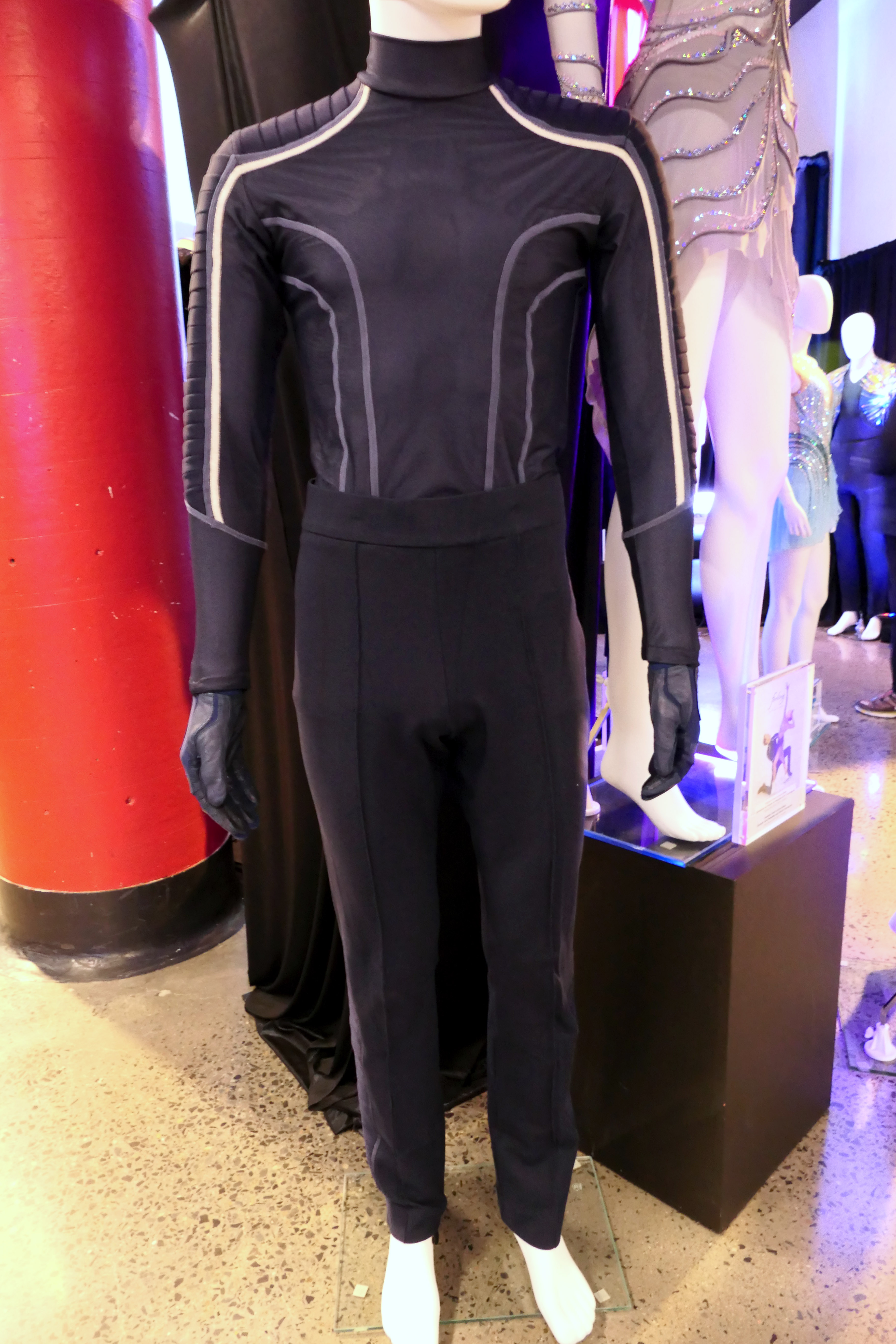
Костюм Эвана, в котором он выступал на Олимпиаде в Пекине

По словам Мэдисон Чок, у Эвана сильная рабочая этика и он является перфекционистом.
Игорь Шпильбанд, бывший тренер пары, в 2014 году такими словами охарактеризовал этот дуэт:
Она очень грациозная, очень пластичная. И этот мягкий стиль был у нее с детства. Плюс своеобразное чувство музыки, чувство танца. Мэдисон всегда была очень естественна и элегантна. Этому очень тяжело научить. В добавление к вашему вопросу о достоинствах этого дуэта – Мэдисон очень женственная. И Эван много работает над своими физическими качествами, чтобы ей соответствовать. Он стал намного сильнее как спортсмен, намного более мужественным. И это сильное начало, на мой взгляд, очень хорошо гармонирует с вышеназванными качествами партнерши.Игорь Шпильбанд
По словам Шпильбанда, пара не может себе позволить слабости и всегда стремится только к победам. В результате этого они тщательно выбирают музыкальное сопровождение для своих программ, а в 2015 году решили сменить танец после того как некоторые посчитали, что он оказался неудачным.
Пара Чок и Бейтс выполняет на соревнованиях креативные поддержки, а также славится своими костюмами, что привело их к двум победам на премии ИСУ в номинации «Лучший костюм» (2020, 2023).

## Программы
(с М. Чок)
| Сезон     | Короткий танец | Произвольный танец | Показательные выступления                                                                                      |
| --------- | --- | --- | --- |

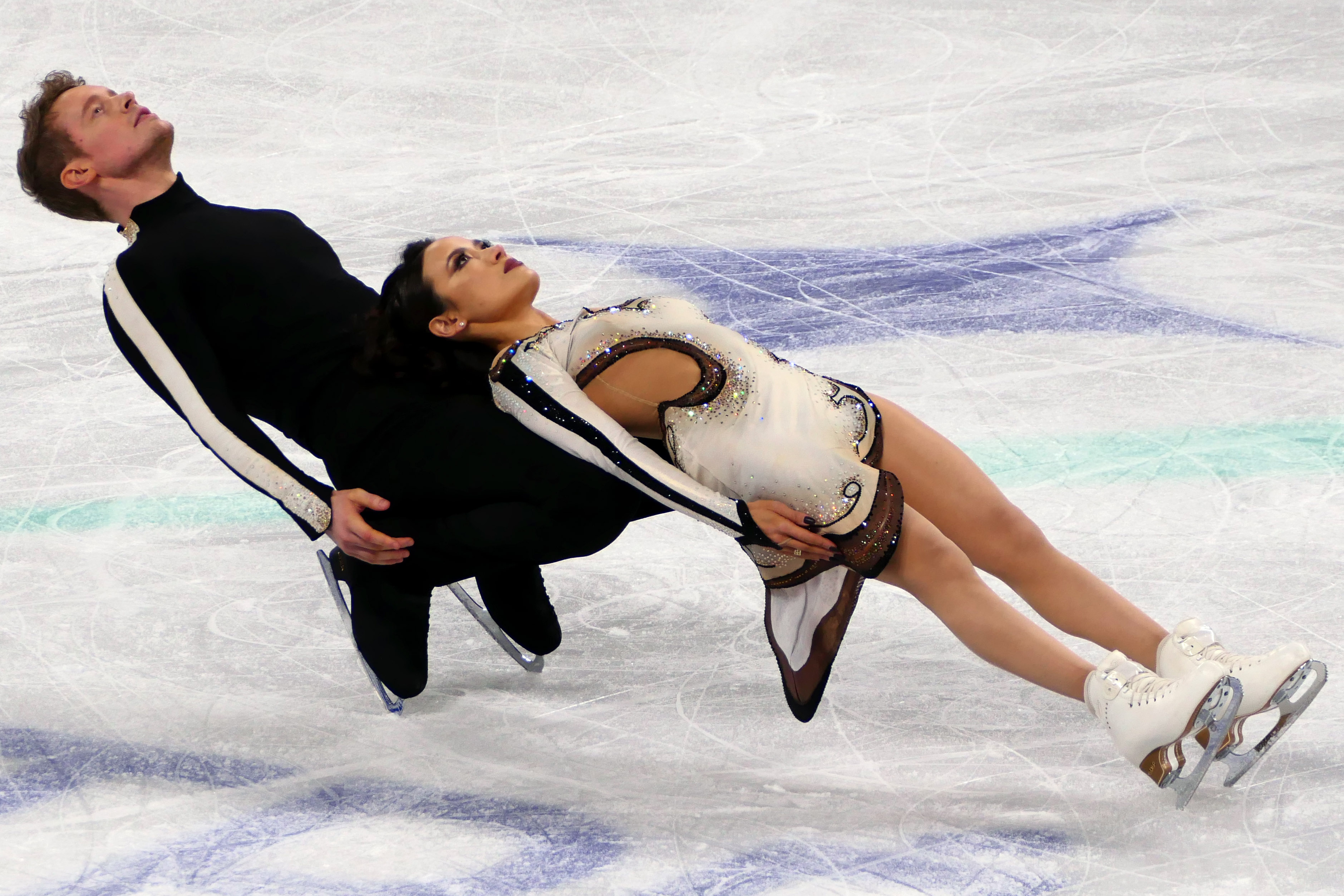
Стартовая поза из танца под композиции группы Pink Floyd (2024)

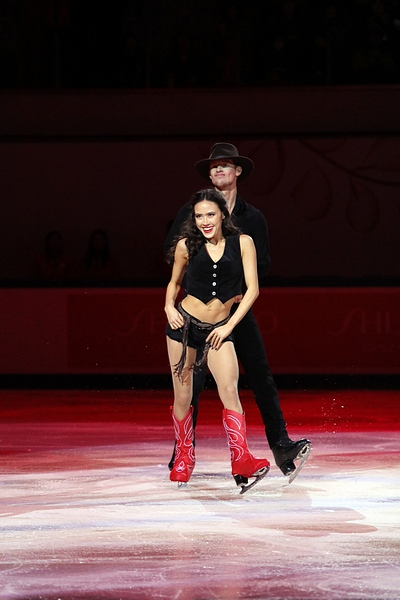
Мэдисон и Эван исполняют показательный номер (2019)

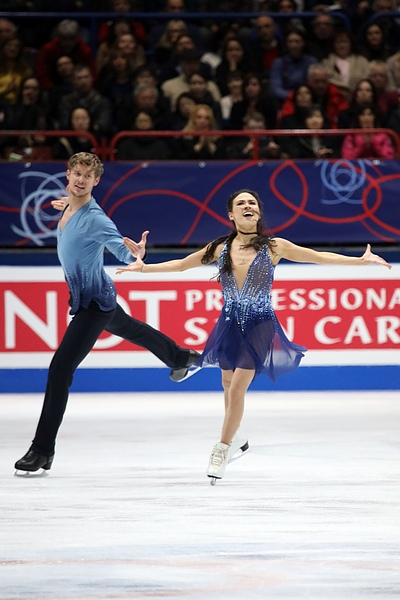
«Imagine» (2018)

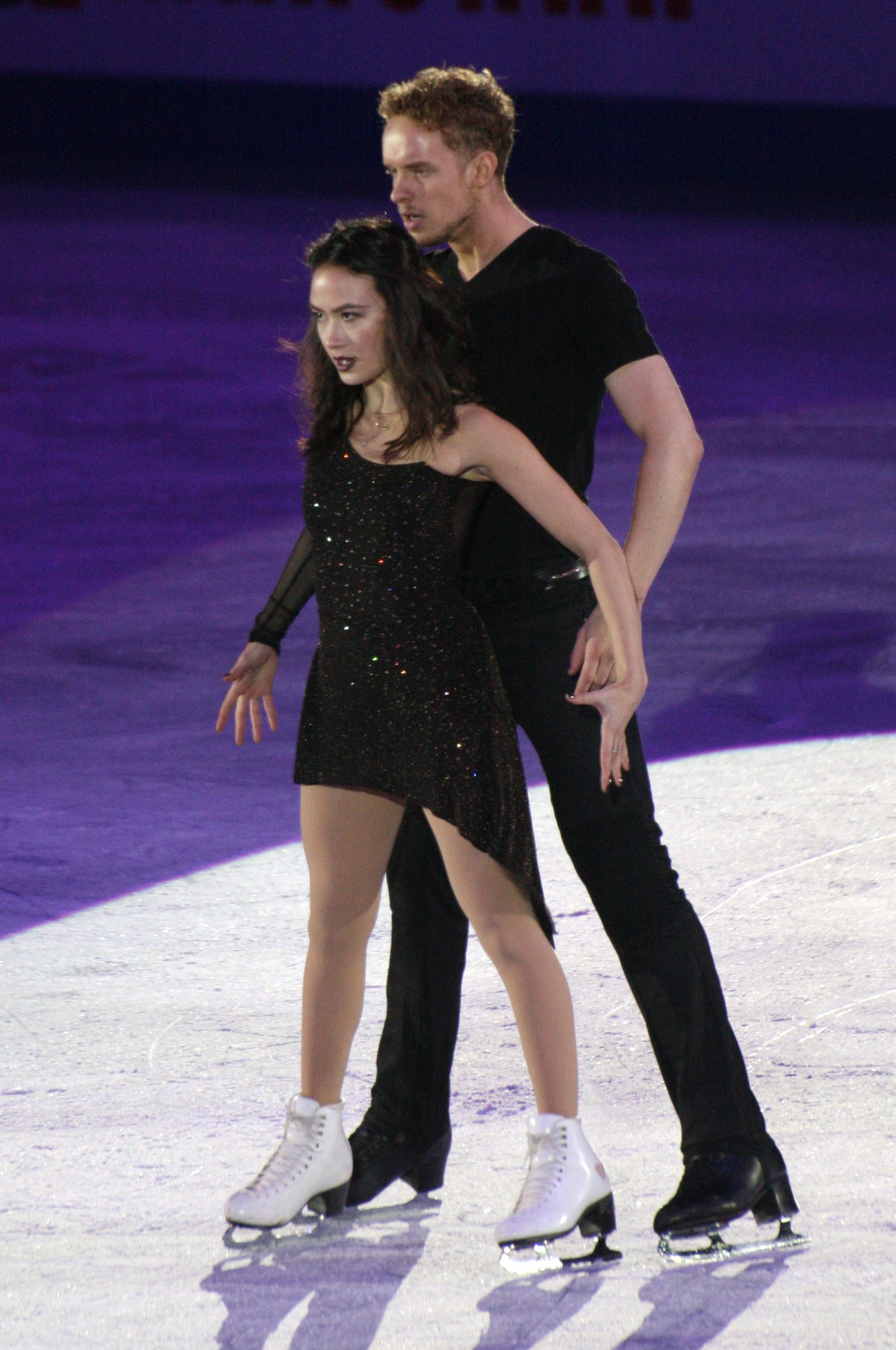
Показательный номер под композицию Бейонсе «Haunted»

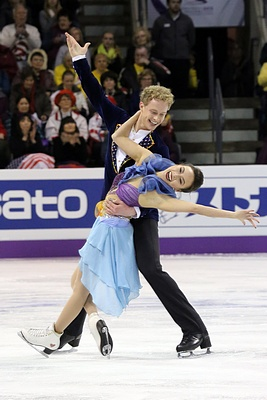
Полька в исполнении Чок и Бейтса на чемпионате мира в канадском Лондоне

| 2024/2025 | - Hawaii Five-O - Let's Twist Again - Rock Around the Clock Jive Bunny and the Mastermixers - Stayin' Alive Bee Gees - Blame It on the Boogie The Jacksons - Y.M.C.A. Village People - Last Dance Донна Саммер | - 'Round About Midnight Телониус Монк в исполнении Майлз Дэвис - Take Five Дейв Брубек - Take Five в исполнении Juju                                                          | - Once I Was Loved Мелоди Гардо                                                                                |
| 2023/2024 | - Another One Bites the Dust - Who Wants To Live Forever - I Want It All Queen | - Time - Breathe - Eclipse Pink Floyd | - Nightcall Kavinsky в исполнении London Grammar                                                               |
| 2022/2023 | - Самба: Let's Dance - Румба: Let's Dance - Самба: Let's Dance Дэвид Боуи ремикс Бен Либранд | - Souffrance Orange Blossom - Les Tectoniques Жоран - Film III - Les Tectoniques - Fem III Жоран                                                                              | - Nightcall Kavinsky в исполнении London Grammar - Let's Dance Дэвид Боуи ремикс Бен Либранд                   |
| 2021/2022 | - Блюз: My Boy - Therefore I Am - Хип-хоп: Bad Guy Билли Айлиш хореография Мари-Франс Дюбрёй | - Contact - Touch - Within Daft Punk хореография Мари-Франс Дюбрёй | - I Hear a Symphony Коди Фри - Contact - Touch - Within Daft Punk хореография Мари-Франс Дюбрёй                |
| 2020/2021 | - Блюз: Too Darn Hot - Квикстеп: Too Darn Hot - Свинг: Too Darn Hot Коул Портер хореография Мари-Франс Дюбрёй и и Самюэл Шуинар                                                                                | Egyptian Snake Dance: - Yearning Raul Ferrando - Sahara Nights DJ Quincy Ortz - Layali Al Sharq в исполнении Al-Ahram Orchestra хореография Мари-Франс Дюбрёй и Самюэл Шуинар | These Boots Are Made for Walkin' Нэнси Синатра                                                                 |
| 2019/2020 | - Блюз: Too Darn Hot - Квикстеп: Too Darn Hot - Свинг: Too Darn Hot Коул Портер хореография Мари-Франс Дюбрёй и и Самюэл Шуинар                                                                                | Egyptian Snake Dance: - Yearning Raul Ferrando - Sahara Nights DJ Quincy Ortz - Layali Al Sharq в исполнении Al-Ahram Orchestra хореография Мари-Франс Дюбрёй и Самюэл Шуинар | These Boots Are Made for Walkin' Нэнси Синатра                                                                 |
| 2018/2019 | - Фламенко: Dinner Танго: Assassin’s Tango Джон Пауэлл хореография Мари-Франс Дюбрёй | - Fever в исполнении Элвиса Пресли, Майкла Бубле - Burning Love в исполнении Элвиса Пресли Мари-Франс Дюбрёй                                                                  | - Haunted Бейонсе                                                                                              |
| 2017/2018 | - Сальса: Aguanile - Румба: Qué Lío - Самба: Vivir Mi Vida Марк Энтони | - Imagine (mix) Джон Леннон хореография Кристофера Дина | - Santa María Gotan Project                                                                                    |
| 2016/2017 | - Блюз: Bad to the Bone Джордж Торогуд - Хип-хоп: Uptown Funk Марк Ронсон с участием Бруно Марса хореография Rohene Ward                                                                                       | - Under Pressure Дэвид Боуи, Queen хореография Кристофера Дина | - Under Pressure Дэвид Боуи, Queen - Santa María Gotan Project - Everybody’s Free Баз Лурман - Haunted Бейонсе |
| 2015/2016 | - Фокстрот: More Андреа Бочелли - Вальс: Unchained Melody Il Divo | - Концерт для фортепиано № 2 Сергей Рахманинов - Adagio - Allegro | - Everybody’s Free Баз Лурман - Haunted Бейонсе                                                                |
| 2014/2015 | - Дон Кихот Людвиг Минкус | - Американец в Париже Джордж Гершвин | - Прерванный полёт Владимир Высоцкий                                                                           |
| 2013/2014 | - Квикстеп: Hollywood The Puppini Sisters - Фокстрот: There’s No Business Like Show Business Ирвинг Берлин Чарльстон                                                                                           | - Отверженные (мюзикл) Клод-Мишель Шёнберг | - Young and Beautiful Лана Дель Рей                                                                            |
| 2012/2013 | - «Quidam» Цирк Дю Солей | - Доктор Живаго Морис Жарр | - Sorry Seems To Be The Hardest Word Элтон Джон                                                                |
| 2011/2012 | - Самба: Chick Chick Boom - Румба: Boom Diggy Diggy | - Prelude in E minor Фредерик Шопен | |

(с Э. Самуэльсон)
| Сезон     | Оригинальный танец                                    | Произвольный танец                                                                                     | Показательные                                               |
| --------- | ----------------------------------------------------- | --- | ----------------------------------------------------------- |

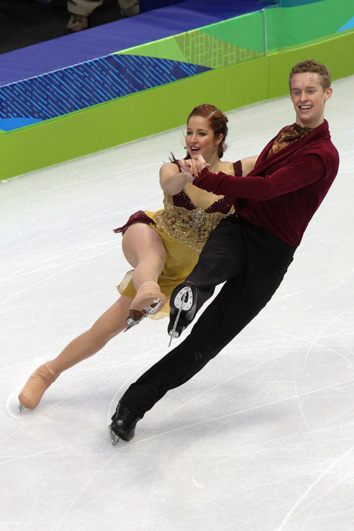
«Canto della Terra» в исполнении Эмили и Эвана (2010)

| 2009/2010 | - Medley Dixie Chicks                                 | - Canto della Terra Франческо Сартори в исполнении Сары Брайтман, Андреа Бочелли                       |                                                             |
| 2008/2009 | - Let Yourself Go Ирвинг Берлин                       | - Amazonic Тончи Хулич в исполнении Максима Мрвица                                                     | - You Should Be Dancing Bee Gees - Bittersweet Apocalyptica |
| 2007/2008 | Калинка Русские напевы                                | Luna Алессандро Сафина                                                                                 | - Bittersweet Apocalyptica                                  |
| 2006/2007 | - Quejas de Bandoneom                                 | - Thalia's Hits Remixed (Latin Medley)                                                                 |                                                             |
| 2005/2006 | - Besame Андрес Баллинас - Perfidia Альберто Домингес | - Jingi Тосиаки Цусима Battle Without Honor or Humanity из фильма «Убить Билла. Фильм 1» Томоясу Хотэй |                                                             |

## Спортивные достижения

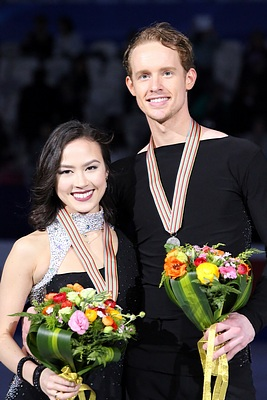
Первая медаль чемпионата мира (2015)

(с Мэдисон Чок)
| Соревнования                              | 11/12 | 12/13 | 13/14 | 14/15 | 15/16 | 16/17 | 17/18 | 18/19 | 19/20 | 20/21 | 21/22 | 22/23 | 23/24 | 24/25 |
| ----------------------------------------- | ----- | ----- | ----- | ----- | ----- | ----- | ----- | ----- | ----- | ----- | ----- | ----- | ----- | ----- |
| Олимпийские игры — личный турнир          |       |       | 8     |       |       |       | 9     |       |       |       | 4     |       |       |       |
| Олимпийские игры — командные соревнования |       |       |       |       |       |       |       |       |       |       | 1     |       |       |       |
| Чемпионаты мира                           |       | 7     | 5     | 2     | 3     | 7     | 5     | 6     | С     | 4     | 3     | 1     | 1     | 1     |
| Чемпионаты четырёх континентов            |       | 3     |       | 2     | 2     | 3     |       | 1     | 1     |       |       | 1     |       | 2     |
| Финалы Гран-при                           |       |       |       | 2     | 2     | 6     | 5     |       | 2     |       | С     | 2     | 1     | 1     |
| Чемпионаты США                            | 5     | 2     | 2     | 1     | 2     | 2     | 3     | 2     | 1     | 2     | 1     | 1     | 1     | 1     |
| Этапы Гран-при: Rostelecom Cup            |       |       | 3     | 1     |       | 2     |       | WD    |       |       |       |       |       |       |
| Этапы Гран-При: Internationaux de France  | 5     |       |       |       |       |       | 2     |       | 2     |       |       |       |       |       |
| Этапы Гран-при: NHK Trophy                |       |       |       |       |       |       |       |       |       |       | 2     | 2     |       | 1     |
| Этапы Гран-при: Skate Canada              | 4     |       |       |       |       | 2     |       |       |       |       |       |       |       |       |
| Этапы Гран-при: Cup of China              |       | 4     | 3     |       | 2     |       | 2     |       | 2     |       |       |       |       |       |
| Этапы Гран-при: Skate America             |       |       |       | 1     | 1     |       |       |       |       | WD    | 2     | 1     | 1     | 2     |
| Этапы Гран-при: Финляндия                 |       |       |       |       |       |       |       |       |       |       |       |       | 1     |       |
| Nebelhorn Trophy                          |       | 1     |       | 2     | 1     | 2     |       |       |       |       |       |       |       |       |
| Finlandia Trophy                          | 3     |       | 2     |       |       |       |       |       | 1     |       |       |       |       |       |
| Мемориал О. Непелы                        |       |       |       |       |       | 2     |       |       |       |       |       |       |       |       |
| U.S. Classic                              |       | 4     |       |       |       |       |       |       | 1     |       |       |       |       |       |
| Mentor Torun Cup                          |       |       |       |       |       |       |       | 1     |       |       |       |       |       |       |
| Командные чемпионаты мира                 |       | 1/1*  |       | 3/1   |       | 2/3   |       |       |       |       |       | 1/1   |       | 1/1   |

- * — место в личном зачете/командное место (с 2015 года личный зачёт не проводится).

(с Эмили Самуэльсон)
| Соревнования                         | 03/04 | 04/05 | 05/06 | 06/07 | 07/08 | 08/09 | 09/10 |
| ------------------------------------ | ----- | ----- | ----- | ----- | ----- | ----- | ----- |
| Олимпийские игры                     |       |       |       |       |       |       | 11    |
| Чемпионаты мира                      |       |       |       |       |       | 11    | 9     |
| Чемпионаты Четырёх континентов       |       |       |       |       |       | 3     |       |
| Чемпионаты мира среди юниоров        |       |       | 10    | WD    | 1     |       |       |
| Чемпионаты США                       | 3N.   | 1N.   | 2J.   | 1J.   | 4**   | 2     | 3     |
| Этапы Гран-при: Skate Canada         |       |       |       |       |       |       | 5     |
| Этапы Гран-при: Trophée Eric Bompard |       |       |       |       |       |       | 4     |
| Этапы Гран-при: Skate America        |       |       |       |       |       | 4     |       |
| Этапы Гран-при: NHK Trophy           |       |       |       |       |       | 3     |       |
| Nebelhorn Trophy                     |       |       |       |       |       | 1     |       |
| Финалы юниорского Гран-при           |       |       |       | 2     | 2     |       |       |
| Этапы юниорского Гран-при, Австрия   |       |       |       |       | 1     |       |       |
| Этапы юниорского Гран-при, США       |       |       |       |       | 1     |       |       |
| Этапы юниорского Гран-при, Мексика   |       |       |       | 1     |       |       |       |
| Этапы юниорского Гран-при, Тайвань   |       |       |       | 1     |       |       |       |
| Этапы юниорского Гран-при, Словакия  |       |       | 8     |       |       |       |       |
| Этапы юниорского Гран-при, Болгария  |       |       | 5     |       |       |       |       |

- N = детский уровень; J = юниорский уровень; WD = снялись с соревнований

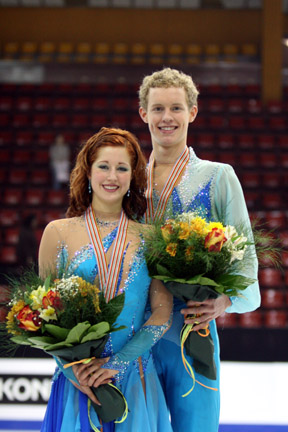
Эмили Самуэльсон и Эван Бейтс - чемпионы мира среди юниоров (2008)

- ** — в США на национальном чемпионате награждение проводится и за четвёртое место.

## Детальные результаты

### С Мэдисон Чок
На чемпионатах ИСУ награждают малыми медалями отдельно за ритмический (ранее — короткий) и произвольный танцы.

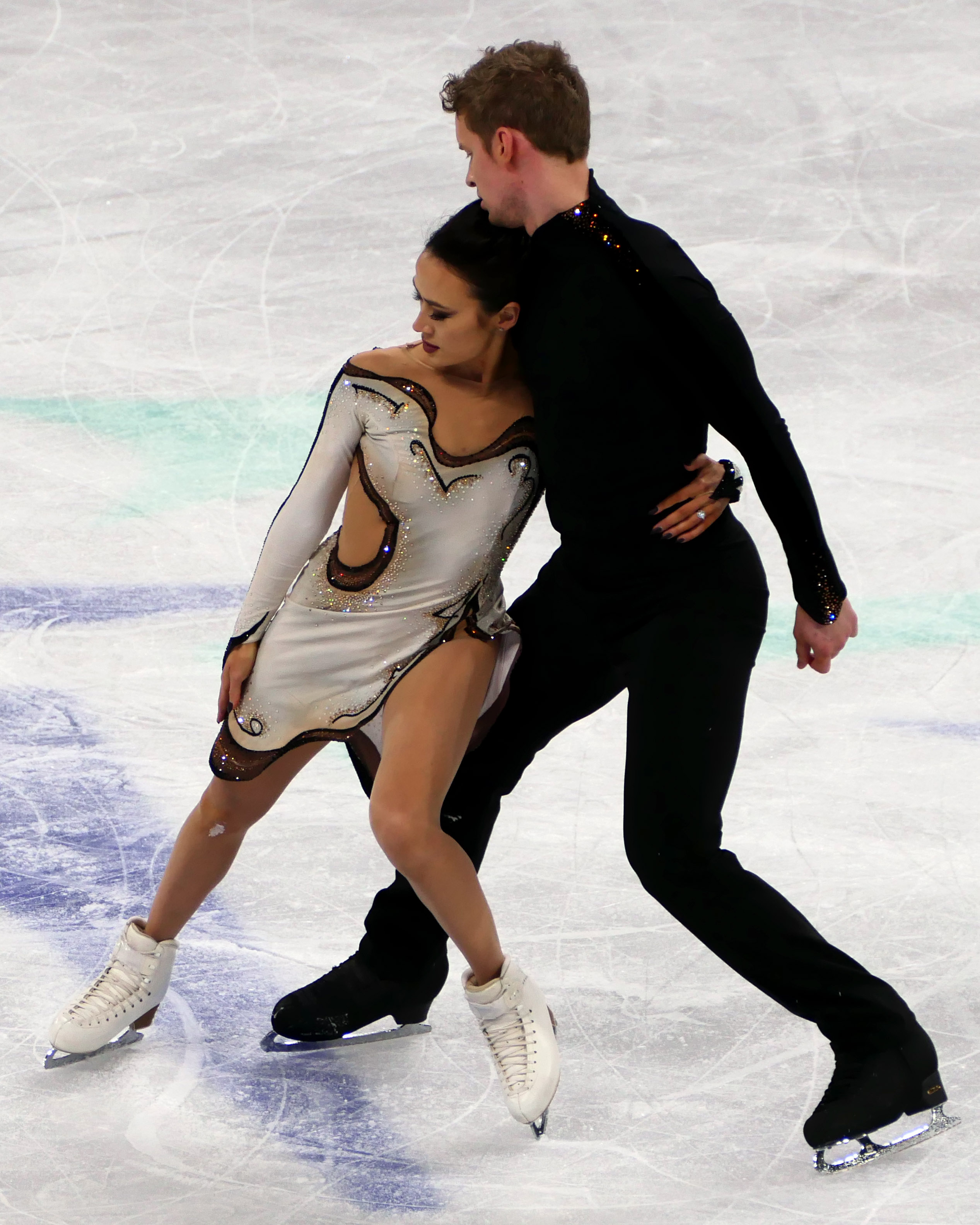
Чемпионат мира (2024)

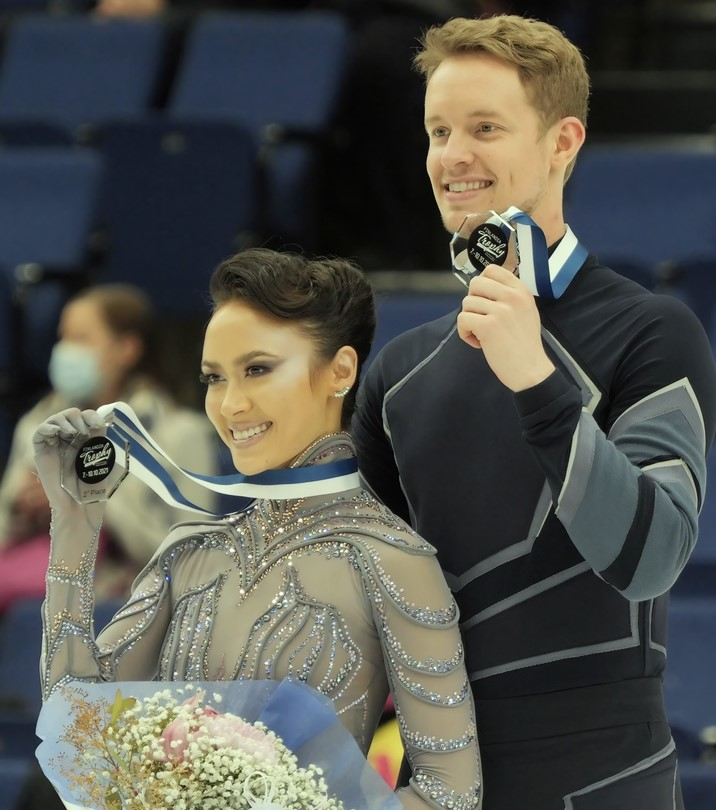
Чок и Бейтс на церемонии награждения Finlandia Trophy (2021)

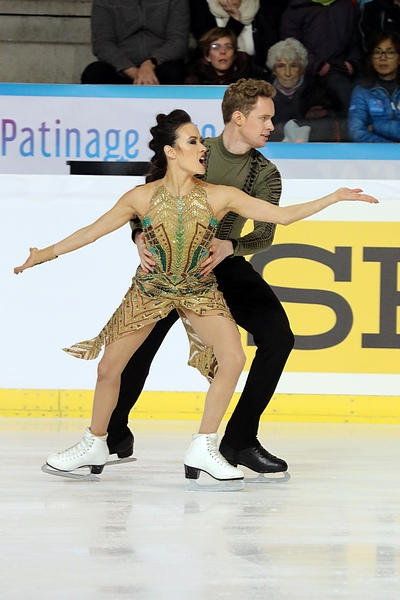
Чок / Бейтс на французском этапе Гран-при (2019)

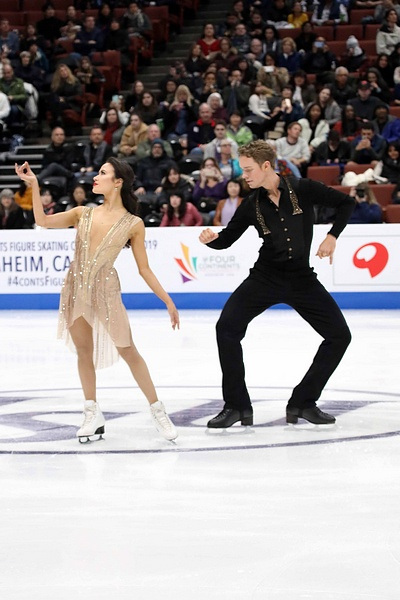
Мэдисон и Эван на чемпионате четырёх континентов (2019)

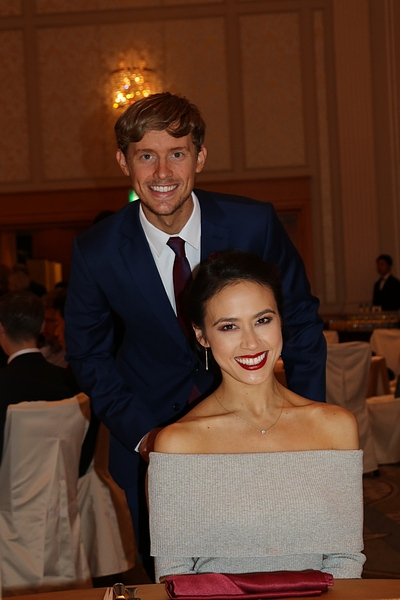
Мэдисон Чок и Эван Бейтс на банкете (2017)

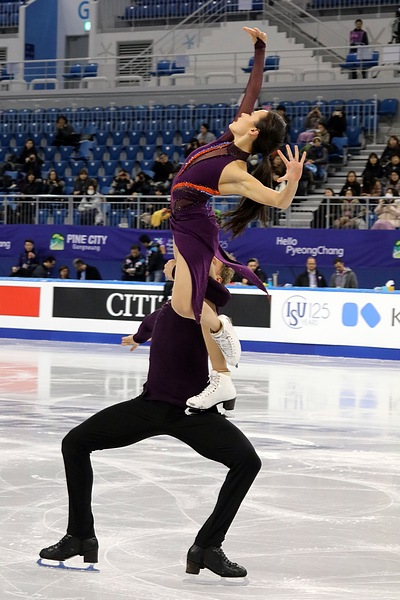
Мэдисон и Эван выполняют поддержку (2017)

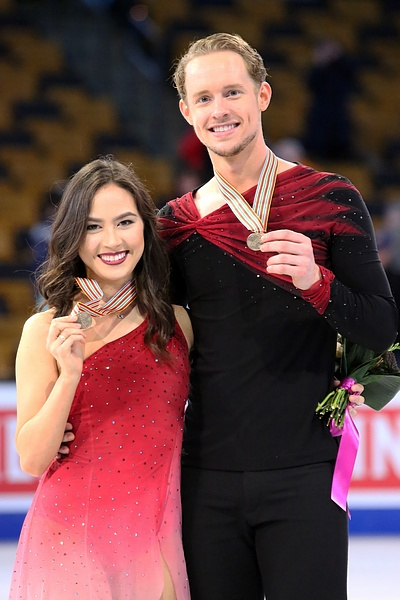
Бронзовая медаль на чемпионате мира (2016)

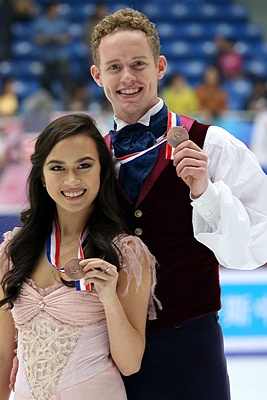
Мэдисон и Эван — бронзовые призёры Cup of China (2013)

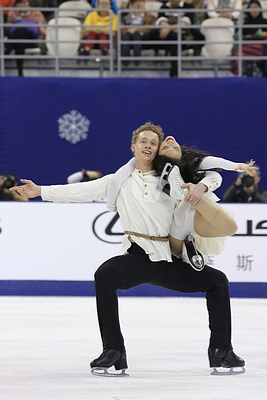
Чок и Бейтс в 2012 году

| 2024/2025 сезон              | 2024/2025 сезон                                | 2024/2025 сезон | 2024/2025 сезон | 2024/2025 сезон |
| Дата                         | Событие                                        | РТ              | ПТ              | Общее           |
| ---------------------------- | ---------------------------------------------- | --------------- | --------------- | --------------- |
| 17–20 апреля 2025            | Командный чемпионат мира 2025                  | 1 91,25         | 1 133,51        | 1T/1P 224,76    |
| 25–30 марта 2025             | Чемпионат мира 2025                            | 1 90,18         | 1 131,88        | 1 222,06        |
| 19–23 февраля 2025           | Чемпионат четырёх континентов 2025             | 2 86,21         | 1 131,72        | 2 217,93        |
| 20–26 января 2025            | Чемпионат США 2025                             | 1 92,16         | 1 131,36        | 1 223,52        |
| 5–8 декабря 2024             | Финал Гран-при 2024/2025                       | 1 87,73         | 1 132,12        | 1 219,85        |
| 8–10 ноября 2024             | NHK Trophy 2024                                | 1 86,32         | 1 129,63        | 1 215,95        |
| 18–20 октября 2024           | Skate America 2024                             | 2 77,88         | 1 127,75        | 2 205,63        |
| 2023/2024 сезон              |                                                |                 |                 |                 |
| Дата                         | Событие                                        | РТ              | ПТ              | Общее           |
| 18–24 марта 2024             | Чемпионат мира 2024                            | 1 90,08         | 2 132,12        | 1 222,20        |
| 22–28 января 2024            | Чемпионат США 2024                             | 1 92,17         | 2 123,75        | 1 215,92        |
| 7–10 декабря 2023            | Финал Гран-при 2023/2024                       | 1 89,15         | 1 132,46        | 1 221,61        |
| 17–19 ноября 2023            | Grand Prix of Espoo 2023                       | 1 85,61         | 1 123,85        | 1 209,46        |
| 20–22 октября 2023           | Skate America 2023                             | 1 84,87         | 1 128,09        | 1 212,96        |
| 2022/2023 сезон              |                                                |                 |                 |                 |
| Дата                         | Событие                                        | РТ              | ПТ              | Общее           |
| 13–16 апреля 2023            | Командный чемпионат мира 2023                  | 1 93,91         | 1 138,41        | 1T/1P 232,32    |
| 22–26 марта 2023             | Чемпионат мира 2023                            | 1 91,94         | 1 134,07        | 1 226,01        |
| 7–12 февраля 2023            | Чемпионат четырёх континентов 2023             | 1 87,67         | 1 133,14        | 1 220,81        |
| 23–29 января 2023            | Чемпионат США 2023                             | 1 91,90         | 1 137,85        | 1 229,75        |
| 8–11 декабря 2022            | Финал Гран-при 2022/2023                       | 2 85,49         | 2 126,45        | 2 211,94        |
| 18–20 ноября 2022            | NHK Trophy 2022                                | 2 85,00         | 2 124,13        | 2 209,13        |
| 21–23 октября 2022           | Skate America 2022                             | 1 82,63         | 2 120,95        | 1 202,80        |
| 2021/2022 сезон              |                                                |                 |                 |                 |
| Дата                         | Событие                                        | РТ              | ПТ              | Общее           |
| 21–27 марта 2022             | Чемпионат мира 2022                            | 3 87,51         | 3 129,32        | 3 216,83        |
| 12–14 февраля 2022           | Олимпийские игры 2022                          | 4 84,14         | 4 130,63        | 4 214,77        |
| 4–7 февраля 2022             | Олимпийские игры 2022 — командные соревнования | —               | 1 129,07        | 1T              |
| 3–9 января 2022              | Чемпионат США 2022                             | 1 91,94         | 2 135,43        | 1 227,37        |
| 12–14 ноября 2021            | NHK Trophy 2021                                | 2 86,02         | 2 124,76        | 2 210,78        |
| 22–24 октября 2021           | Skate America 2021                             | 2 82,55         | 2 125,68        | 2 208,23        |
| 7–10 октября 2021            | Finlandia Trophy 2021                          | 2 83,72         | 2 124,59        | 2 208,31        |
| 2020/2021 сезон              |                                                |                 |                 |                 |
| Дата                         | Событие                                        | РТ              | ПТ              | Общее           |
| 22–28 марта 2021             | Чемпионат мира 2021                            | 3 85,15         | 4 127,54        | 4 212,69        |
| 11–21 января 2021            | Чемпионат США 2021                             | 1 90,10         | 2 132,83        | 2 222,93        |
| 2019/2020 сезон              |                                                |                 |                 |                 |
| Дата                         | Событие                                        | РТ              | ПТ              | Общее           |
| 4–9 февраля 2020             | Чемпионат четырёх континентов 2020             | 2 85,76         | 1 127,42        | 1 213,18        |
| 20–26 января 2020            | Чемпионат США 2020                             | 1 87,63         | 1 134,23        | 1 221,86        |
| 5–8 декабря 2019             | Финал Гран-при 2019/2020                       | 3 81,67         | 2 129,01        | 2 210,68        |
| 8–10 ноября 2019             | Cup of China 2019                              | 2 80,34         | 1 128,21        | 2 208,55        |
| 1–3 ноября 2019              | Internationaux de France 2019                  | 2 80,69         | 2 124,15        | 2 204,84        |
| 11–13 октября 2019           | Finlandia Trophy 2019                          | 1 78,80         | 1 119,46        | 1 198,26        |
| 17–22 сентября 2019          | US Classic 2019                                | 1 80,18         | 1 122,22        | 1 202,40        |
| 2018/2019 сезон              |                                                |                 |                 |                 |
| Дата                         | Событие                                        | РТ              | ПТ              | Общее           |
| 18 — 24 марта 2019           | Чемпионат мира 2019                            | 6 82,32         | 6 122,60        | 6 204,92        |
| 7–10 февраля 2019            | Чемпионат четырёх континентов 2019             | 2 81,17         | 1 126,25        | 1 207,42        |
| 19–27 января 2019            | Чемпионат США 2019                             | 2 82,33         | 2 129,19        | 2 211,52        |
| 8–13 января 2019             | Mentor Toruń Cup 2019                          | 1 75,30         | 1 122,12        | 1 197,42        |
| 2017/2018 сезон              |                                                |                 |                 |                 |
| Дата                         | Событие                                        | КТ              | ПТ              | Общее           |
| 19–25 марта 2018             | Чемпионат мира 2018                            | 5 75,66         | 5 111,62        | 5 187,28        |
| 19—20 февраля 2018           | Олимпийские игры 2018                          | 7 75,45         | 12 100,13       | 9 175,58        |
| 5–7 января 2018              | Чемпионат США 2018                             | 3 77,61         | 1 118,99        | 3 196,60        |
| 7—10 декабря 2017            | Финал Гран-при 2017/2018                       | 5 74,36         | 3 112,79        | 5 187,15        |
| 17–19 ноября 2017            | Internationaux de France 2017                  | 2 73,55         | 2 108,30        | 2 181,85        |
| 3–5 ноября 2017              | Cup of China 2017                              | 2 72,66         | 2 111,84        | 2 184,50        |
| 2016/2017 сезон              |                                                |                 |                 |                 |
| Дата                         | Событие                                        | КТ              | ПТ              | Общее           |
| 20–23 апреля 2017            | Командный чемпионат мира 2017                  | 1 79,05         | 2 109,96        | 3T/2P 189,01    |
| 29 марта — 2 апреля 2017     | Чемпионат мира 2017                            | 4 76,25         | 8 105,79        | 7 182,04        |
| 15—19 февраля 2017           | Чемпионат четырёх континентов 2017             | 3 74,67         | 3 110,91        | 3 185,58        |
| 14–22 января 2017            | Чемпионат США 2017                             | 2 79,96         | 1 119,08        | 2 199,04        |
| 8—11 декабря 2016            | Финал Гран-при 2016/2017                       | 6 70,87         | 4 108,45        | 6 179,32        |
| 4–6 ноября 2016              | Rostelecom Cup 2016                            | 1 75,04         | 3 107,09        | 2 182,13        |
| 28—30 октября 2016           | Skate Canada 2016                              | 2 76,21         | 1 112,03        | 2 188,24        |
| 30 сентября – 2 октября 2016 | Ondrej Nepela Memorial 2016                    | 1 72,72         | 2 98,20         | 2 170,92        |
| 22–24 сентября 2016          | Nebelhorn Trophy 2016                          | 2 70,78         | 2 108,40        | 2 179,18        |
| 2015/2016 сезон              |                                                |                 |                 |                 |
| Дата                         | Событие                                        | КТ              | ПТ              | Общее           |
| 22–24 апреля 2016            | Team Challenge Cup 2016                        |                 | 2 111,30        | 1T/2P           |
| 28 марта — 3 апреля 2016     | Чемпионат мира 2016                            | 3 72,46         | 3 113,31        | 3 185,77        |
| 16–21 февраля 2016           | Чемпионат четырёх континентов 2016             | 4 67,05         | 2 107,59        | 2 174,64        |
| 15–24 января 2016            | Чемпионат США 2016                             | 1 75,14         | 2 111,79        | 2 186,93        |
| 10–13 декабря 2015           | Финал Гран-при 2015/2016                       | 2 71,64         | 3 105,91        | 2 177,55        |
| 5–8 ноября 2015              | Cup of China 2015                              | 2 65,36         | 2 103,80        | 2 169,16        |
| 23—25 октября 2015           | Skate America 2015                             | 1 70,56         | 1 102,66        | 1 173,22        |
| 24–26 сентября 2015          | Nebelhorn Trophy 2015                          | 1 67,74         | 1 101,76        | 1 169,50        |
| 2014/2015 сезон              |                                                |                 |                 |                 |
| Дата                         | Событие                                        | КТ              | ПТ              | Общее           |
| 16–19 апреля 2015            | Командный чемпионат мира 2015                  | 2 72,17         | 3 102,24        | 1T/3P 174,41    |
| 23–29 марта 2015             | Чемпионат мира 2016                            | 1 74,47         | 2 106,87        | 2 181,34        |
| 9–15 февраля 2015            | Чемпионат четырёх континентов 2015             | 1 70,38         | 2 105,80        | 2 176,18        |
| 18–25 января 2015            | Чемпионат США 2015                             | 1 73,95         | 1 111,11        | 1 185,06        |
| 11–14 декабря 2014           | Финал Гран-при 2014/2015                       | 2 65,06         | 2 102,03        | 2 167,09        |
| 14—16 ноября 2014            | Rostelecom Cup 2014                            | 1 68,86         | 1 105,42        | 1 174,28        |
| 24–26 октября 2014           | Skate America 2014                             | 1 68,96         | 1 102,07        | 1 171,03        |
| 24–27 сентября 2014          | Nebelhorn Trophy 2014                          | 2 62,80         | 1 100,93        | 2 163,73        |
| 2013/2014 сезон              |                                                |                 |                 |                 |
| Дата                         | Событие                                        | КТ              | ПТ              | Общее           |
| 28—29 марта 2014             | Чемпионат мира 2014                            | 5 67,71         | 4 99,88         | 5 167,59        |
| 16—17 февраля 2014           | Олимпийские игры 2014                          | 8 65,46         | 8 99,18         | 8 164,44        |
| 5–12 января 2014             | Чемпионат США 2014                             | 2 73,41         | 2 108,03        | 2 181,44        |
| 22–24 ноября 2013            | Rostelecom Cup 2013                            | 4 57,80         | 3 95,57         | 3 153,37        |
| 1–3 ноября 2013              | Cup of China 2013                              | 3 56,77         | 3 93,76         | 3 150,53        |
| 4–6 октября 2013             | Finlandia Trophy 2013                          | 2 53,34         | 2 89,72         | 2 143,06        |
| 2012/2013 сезон              |                                                |                 |                 |                 |
| Дата                         | Событие                                        | КТ              | ПТ              | Общее           |
| 11–14 апреля 2013            | Командный чемпионат мира 2013                  | 1 66,54         | 1 98,37         | 1T/1P 164,91    |
| 10—17 марта 2013             | Чемпионат мира 2013                            | 7 66,74         | 6 97,19         | 7 163,93        |
| 6—11 февраля 2013            | Чемпионат четырёх континентов 2013             | 3 65,44         | 5 94,98         | 3 160,42        |
| 19–27 января 2013            | Чемпионат США 2013                             | 2 70,80         | 2 105,11        | 2 175,91        |
| 2–4 ноября 2012              | Cup of China 2012                              | 4 59,26         | 4 90,28         | 4 149,54        |
| 27–29 сентября 2012          | Nebelhorn Trophy 2012                          | 2 56,97         | 1 90,82         | 1 147,79        |
| 13–15 сентября 2012          | U.S. Classic 2012                              | 1 62,89         | 5 76,95         | 4 139,84        |
| 2011/2012 сезон              |                                                |                 |                 |                 |
| Дата                         | Событие                                        | КТ              | ПТ              | Общее           |
| 22–29 января 2012            | Чемпионат США 2012                             | 5 55,49         | 5 89,59         | 5 145,08        |
| 17–20 ноября 2011            | Trophée Eric Bompard 2011                      | 5 52,01         | 5 78,93         | 5 130,94        |
| 27—30 октября 2011           | Skate Canada 2011                              | 6 50,43         | 4 84,67         | 4 135,10        |
| 6–9 октября 2011             | Finlandia Trophy 2011                          | 3 53,91         | 3 82,97         | 3 136,88        |

| 2009/2010 сезон     | 2009/2010 сезон                    | 2009/2010 сезон | 2009/2010 сезон | 2009/2010 сезон | 2009/2010 сезон |
| Дата                | Событие                            | ОбТ             | ОрТ             | ПТ              | Общее           |
| ------------------- | ---------------------------------- | --------------- | --------------- | --------------- | --------------- |
| 22–28 марта 2010    | Чемпионат мира 2010                | 10 32,61        | 10 52,79        | 10 83,37        | 9 168,77        |
| 19–22 февраля 2010  | XXI Зимние Олимпийские игры 2010   | 14 31,37        | 11 53,99        | 11 88,94        | 5 174,30        |
| 14—24 января 2010   | Чемпионат США 2010                 | 3 37,36         | 3 59,60         | 3 93,73         | 3 190,69        |
| 19–22 ноября 2009   | Skate Canada 2009                  | 4 31,47         | 3 51,49         | 5 77,80         | 5 160,76        |
| 15–18 октября 2009  | Trophée Éric Bompard 2009          | 4 31,11         | 6 46,55         | 5 80,41         | 4 158,07        |
| 2008/2009 сезон     |                                    |                 |                 |                 |                 |
| Дата                | Событие                            | ОбТ             | ОрТ             | ПТ              | Общее           |
| 24–28 марта 2009    | Чемпионат мира 2009                | 13 32,51        | 11 54,97        | 9 87,28         | 11 174,76       |
| 2–8 февраля 2009    | Чемпионат четырёх континентов 2009 | 4 31,41         | 3 59,48         | 3 89,90         | 3 180,79        |
| 18–25 января 2009   | Чемпионат США 2009                 | 2 36,28         | 2 56,97         | 2 88,39         | 2 181,64        |
| 27–30 ноября 2008   | NHK Trophy 2008                    | 3 32,18         | 4 50,92         | 4 78,35         | 3 161,45        |
| 23–26 октября 2008  | Skate America 2008                 | 5 31,81         | 4 55,01         | 3 88,84         | 4 175,66        |
| 25–28 сентября 2008 | Nebelhorn Trophy 2008              | 2 34,53         | 1 5336          | 1 88,26         | 1 176,15        |